# Règne d'Alphonse XIII
Le règne d'Alphonse XIII est la période de l’histoire contemporaine de l'Espagne s’étendant entre le 17 mai 1902, jour de l’anniversaire des 16 ans du prince Alphonse de Bourbon, qui obtient sa majorité anticipée et démarre son règne effectif, et son départ du pays le 14 avril 1931, à la suite d’élections municipales qui sont interprétées comme un désaveu pour la monarchie.
Ce règne constitue l’étape finale de la Restauration, commencée en 1875 avec l’accès au trône du père d’Alphonse XIII, Alphonse XII. Il suit la période de régence exercée par Marie-Christine d’Autriche, mère du prince et épouse d’Alphonse XII, après la mort prématurée de ce dernier en novembre 1885.
Dès le début, le règne d’Alphonse XIII se distingue des périodes antérieures du régime de la Restauration par une plus grande implication du monarque du pays dans certaines questions politiques, notamment en relation avec l’Armée. Les premières années du règne voient le surgissement de deux problèmes qui auront une grande répercussion dans la suite de l’histoire du pays : le nationalisme catalan et la réemergence d’un interventionnisme des militaires dans la politique.
Autour de 1914 le système politique de la Restauration rentre dans une période de crise, avec une très grande instabilité gouvernementale et une conflictualité sociale exacerbée, en particulier à Barcelone, qui connaît une vague  de pistolérisme où s’affronte les autorités alliées à la bourgeoisie industrielle catalane au mouvement ouvrier, notamment anarchiste.
En septembre 1923, alors que le système montre de sérieux signes de déliquescence, le général Miguel Primo de Rivera, assumant les postulats du mouvement régénérationniste qui dénonce depuis le début du siècle l’oligarchie et le caciquisme, considérés comme les plaies du régime, lance un coup d'État et instaure, avec l’assentiment du roi et d’une partie des classes dirigeantes, une dictature qui suspend la Constitution en vigueur depuis 1876, sans rencontrer de grande résistance, du moins dans un premier temps. Malgré quelques réussites, la dictature échouera dans sa tentative de mener les réformes jugées nécessaires pour guérir le pays de ses maux, elle doit faire face à une crise économique mondiale et à une contestation intérieure grandissante. En janvier 1930, Primo de Rivera quitte le pouvoir pour être remplacé par le général Dámaso Berenguer, qui dirige une autre brève dictature « douce », censée marquer la transition vers un retour du régime constitutionnel, cependant que la monarchie souffre d’un grand discrédit au sein des élites intellectuelles et dirigeantes, qui se décantent de plus en plus ouvertement pour une solution républicaine. Après de multiples hésitations du régime et tentatives insurrectionnelles, les élections municipales d’avril 1931 , où les républicains dominent de façon écrasante les grandes villes du pays, entraînent la proclamation de la Seconde République, qui met fin au règne d’Alphonse XIII, qui a perdu tout soutien intérieur.

## 1902-1914: Première période
La première période du règne d'Alphonse XIII est marquée par les suites directes du désastre de 1898, qui ébranle sérieusement le système de la Restauration et se trouve amplifié par l’émergence des principales problématiques qui mèneront à la crise définitive du régime : le retour de l’Armée dans la vie politique et l’irruption de la question catalane.
Selon l’écrivain Gerald Brenan, le système instauré par Cánovas, fondé sur le caciquisme et une vie politique contrôlée d’en haut, aurait pu se maintenir sans l’apparition du catalanisme. Bien qu’une telle affirmation catégorique soit discutable, « Le catalanisme fut un facteur absolument décisif dans la vie politique du premier tiers du XXe siècle ».
Le nouveau roi ne se limite pas à exercer un rôle symbolique, il intervient activement dans la vie politique, particulièrement sur la question militaire, ce qui constitue l’un des facteurs expliquant que le régime se montre incapable de se transformer en une authentique monarchie parlementaire. Face à l’instabilité et la fragmentation au sein des partis du turno, le choix du président du gouvernement par le monarque constitue désormais une participation décisive dans la vie interne de ceux-ci.
Cette période se caractérise par d’importants changements dans la société espagnole avec la consolidation d'un mouvement ouvrier autonome.
Au cours de cette période, la place de l’Espagne en Europe s’atténue et se rapproche de celles d’États de second rang comme l’Italie.

### 1902-1907: premières années

#### 1902: accès au trône d'Alphonse XIII

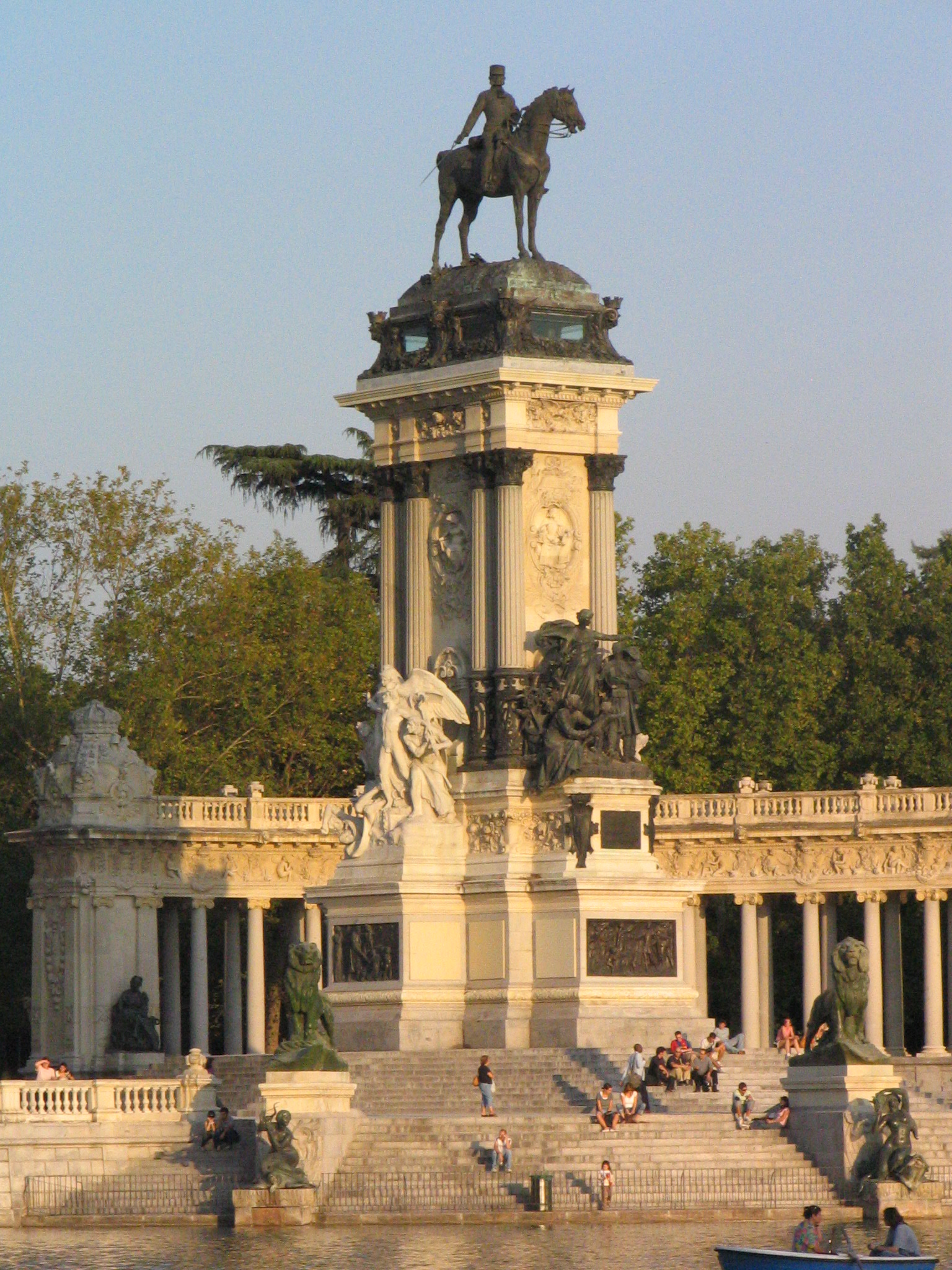
Monument à Alfonso XII dans les Jardins du Retiro de Madrid, inauguré par Alphonse XIII au tout début de son règne.

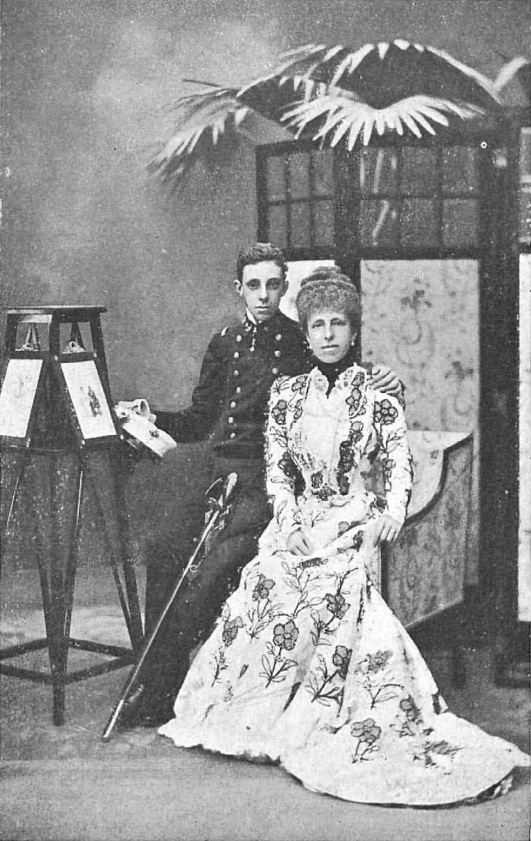
Le futur roi Alfonso XIII avec sa mère, la régente Marie-Christine d'Autriche, en 1901.

Le règne d’Alphonse XIII commence le 17 mai 1902, jour de ses seize ans, où il prête serment sur la Constitution de 1876. Plus de 100 000 personnes se rendent à Madrid pour son intronisation, grâce aux billets de train bon marché mis à disposition par les compagnies ferroviaires à cette occasion. Elle donne lieu à diverses célébrations avec des défilés d’orchestres, une grande parade militaire, une corrida, des batailles de fleurs, des championnats sportifs (polo, tir, football — ce dernier étant à l’origine de la Copa del Rey —),.
Le lendemain, le jeune roi inaugure le monument à Alphonse XII aux jardins du Retiro et envoie un message au pape Léon XIII dans lequel il affirme l'importance de la foi catholique en Espagne.
Le nouveau roi ne fait pas l’unanimité dans l’opinion. Le jour de la cérémonie, le journal progressiste El País déplore son cléricalisme et regrette le manque de patriotisme manifesté dans la célébration. Des critiques sont également émises dans les rangs des nationalismes périphériques, catalan et basque. Le leader du nationalisme basque, Sabino Arana, cause un important scandale et est incarcéré pendant plusieurs mois pour avoir envoyé un télégramme au président des États-Unis afin de le féliciter d'avoir reconnu l’indépendance de Cuba.

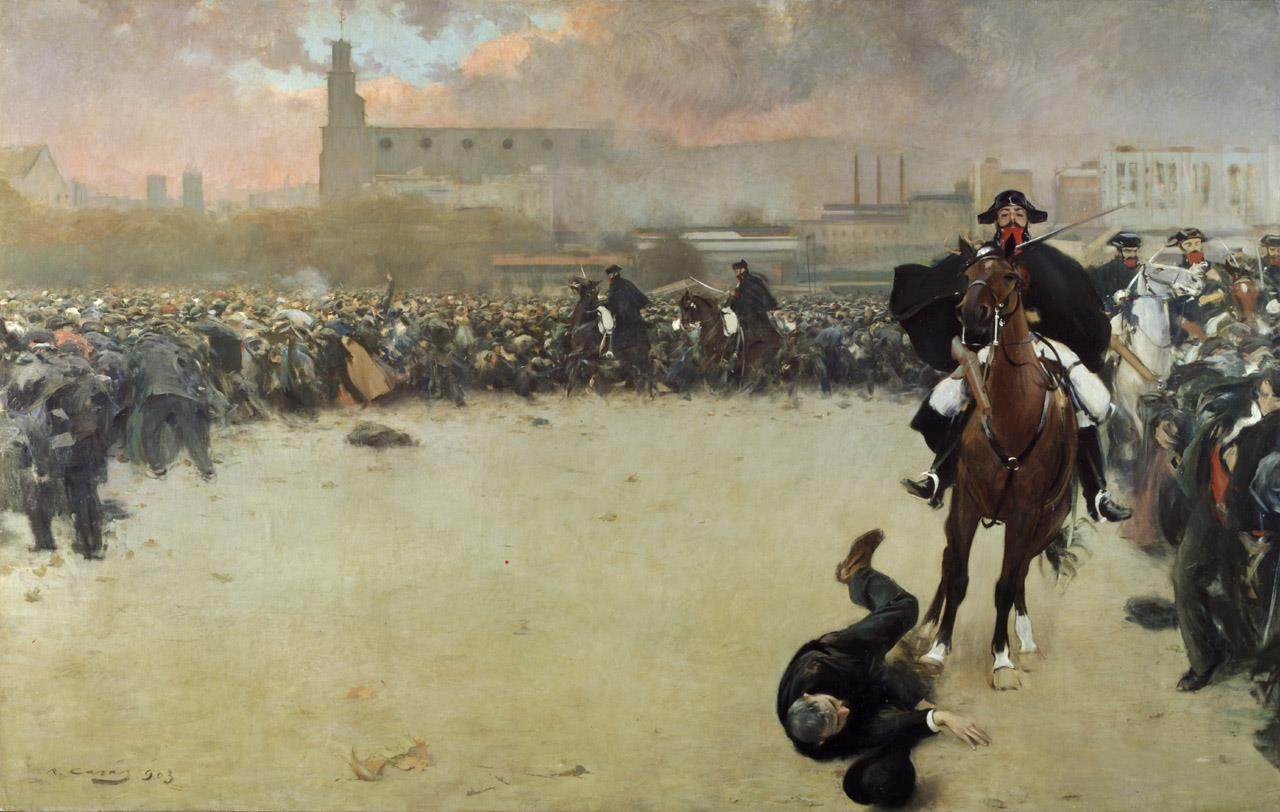
Le tableau La Charge de Ramón Casas peint en 1899, montrant la Garde civile chargeant des manifestants, est rebaptisé Barcelone 1902 pour commémorer la répression de la grève de 1902.

Au moment de l'accession au trône d’Alphonse XIII, la Catalogne vit une période de tensions : la capitale Barcelone est soumise à l’état de guerre à la suite d’une grève générale révolutionnaire qui, pour la première fois de son histoire, a paralysé la ville une semaine en février 1902, donnant lieu à des incidents violents — plusieurs dizaines de morts et environ 500 emprisonnements —, la situation étant finalement contrôlée grâce à une intervention de l’Armée

#### Début de la crise du système caciquiste

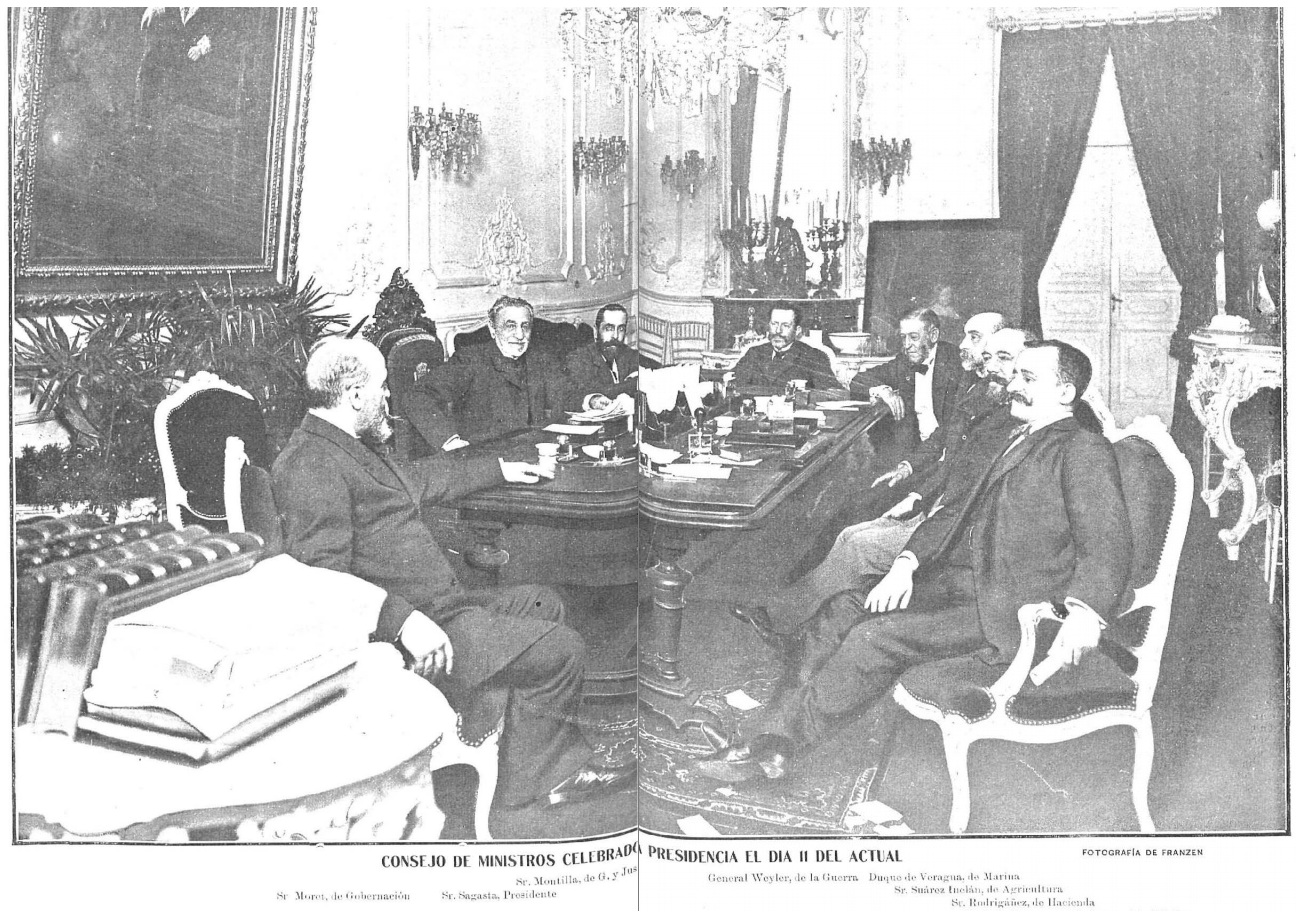
Conseil des ministres du gouvernement Sagasta (1902).

Lorsqu’Alphonse XIII accède au trône en mai 1902, le gouvernement est présidé par le vieux leader libéral Práxedes Mateo Sagasta, qui reste au pouvoir jusqu’en décembre de la même année et meurt un mois après avoir abandonné la présidence, âgé de 77 ans.
C’est un autre vétéran de la politique espagnole, Francisco Silvela, âgé de 60 ans et leader du parti conservateur depuis l’assassinat du leader historique Cánovas del Castillo en 1887, qui lui succède à la tête du gouvernement. Le premier ministre obtient du roi l’habituel décret de dissolution du Parlement et convoque les élections générales d'avril 1903 pour se doter d’une majorité parlementaire confortable. Silvela promet des élections sincères, si bien que, bien que sans courir le risque de mettre le gouvernement en minorité, la coalition des partis républicains fait un triomphe dans plusieurs capitales, dont les trois plus grandes villes du pays — Madrid, Barcelone et Valence —, ; ce succès relatif est très mal accueilli par le roi et son entourage, qui en rejettent la responsabilité sur le gouvernement, et notamment sur son ministre de l’Intérieur, Antonio Maura, exacerbant les tensions au sein du Parti conservateur.
Silvela, usé, ne supporte pas la pression et présente simultanément sa démission de la tête du gouvernement et du parti. Il s’agit de la première des crises dites « orientales » — comprendre ici « despotiques », expression forgée par le journaliste Ángel Urzaiz à cette occasion —, étant donné que c’est le roi et son entourage direct qui résolvent toutes les crises, le monarque nommant et écartant librement les ministres en vertu de la Constitution,. La presse de l’époque rejette la responsabilité de la crise, qualifiée de « capricieuse et dispensable » et « rappelant les jours d’Isabelle II », sur le monarque ; certains historiens (Tusell et García Queipo de Llano 2002, p. 124-125), se basant sur la documentation diplomatique, soutiennent au contraire que ni le roi ni la reine mère ne sont responsables de la chute de Silvela — en réalité ils le supplient de rester en poste —, mais que sa démission est due à des pressions internes au parti conservateur.

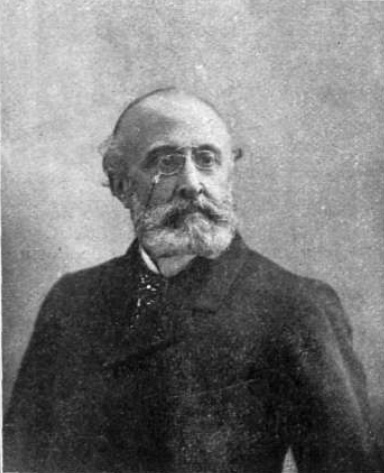
Francisco Silvela (1903), successeur d’Antonio Cánovas del Castillo à la tête du Partido conservateur.

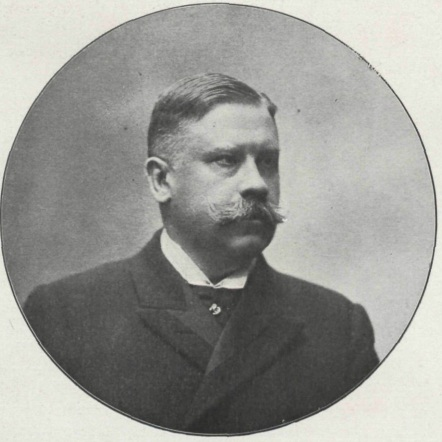
Raimundo Fernández Villaverde, leader de l’une des factions du Partido conservateur après le départ de Silvela.

La disparition des leaders historiques des partis dynastiques attise les luttes intestines pour en prendre le contrôle. Dans le parti conservateur, la faction menée par Raimundo Fernández Villaverde, successeur de Silvela à la présidence du gouvernement, s’oppose à celle d’Antonio Maura, qui le remplace en décembre 1903. Au sein du Parti libéral, la division est plus grande encore, avec jusqu’à 5 aspirants pour succéder à Sagasta : Eugenio Montero Ríos, José López Domínguez, Francisco Romero Robledo, Segismundo Moret et José Canalejas. En conséquence, bien que le processus du turno se maintienne, il le fait dès lors avec deux partis affaiblis. Le Parti conservateur gouverne entre 1903 et 1905, puis le Parti libéral entre 1905 et 1907, mais dans une grande instabilité : on dénombre au total 5 crises gouvernementales, 4 présidents et 66 ministres pour les conservateurs, et 5 gouvernements différents au cours des 18 mois où les libéraux sont au pouvoir.
La mort de Sagasta et le départ de Silvela révèlent au grand jour les faiblesses des deux partis dynastiques, qui fonctionnent en réalité comme des coalitions de petites factions avec des influences limitées et localisées dans le réseau des caciques. Au début du règne d’Alphonse XIII, le régime de la Restauration est confronté à deux problèmes fondamentaux et contradictoires, qu’il s'avèrera incapable de résoudre : d’une part, maintenir la cohésion de ses élites fondatrices avec l’apparition de leurs nouveaux leaders, et d’autre part « régénérer » le système en allégeant le poids du caciquisme, la fraude électorale et l’interventionnisme du roi, afin de lui conférer force et légitimité dans l’opinion. Une « tâche compliquée car la cohésion des partis formés par des factions clientélaires exige des méthodes en contradicton avec la régularité du suffrage, destinée à mesurer la force des partis de masse ».
La première brèche dans le système du turno est ouverte en Catalogne. C’est en effet dans cette région que la mobilisation citoyenne parvient à mettre fin au réseau caciquiste, en commençant par la ville de Barcelone, avec des résultats électoraux qui traduisent les changements d’opinions des votants. Cela est rendu possible grâce au remplacement des partis dynastiques par deux forces extérieures au système : les catalanistes et les républicains de Lerroux. Dès le début du règne l'usure des partis dynastiques est aussi visible au Pays valencien, où ils sont déplacés par les républicains dans les villes de Valence et de Castellón, le caciquisme maintenant néanmoins son emprise dans les zones rurales.
Les succès électoraux républicains sont le fruit de la rénovation du vieux républicanisme espagnol par une jeune génération, dont deux figures importantes sont Alejandro Lerroux à Barcelone et l’écrivain Vicente Blasco Ibáñez à Valence, par ailleurs tous deux journalistes ; les deux mouvements associés — respectivement dénommés lerrouxisme et blasquisme — démontrent qu’il est possible, au moins dans les capitales de province, de mobiliser le vote et d’obtenir des sièges parlementaires dans le vieux système basé sur l’oligarchie et le caciquisme,.

#### Interventionnisme du roi

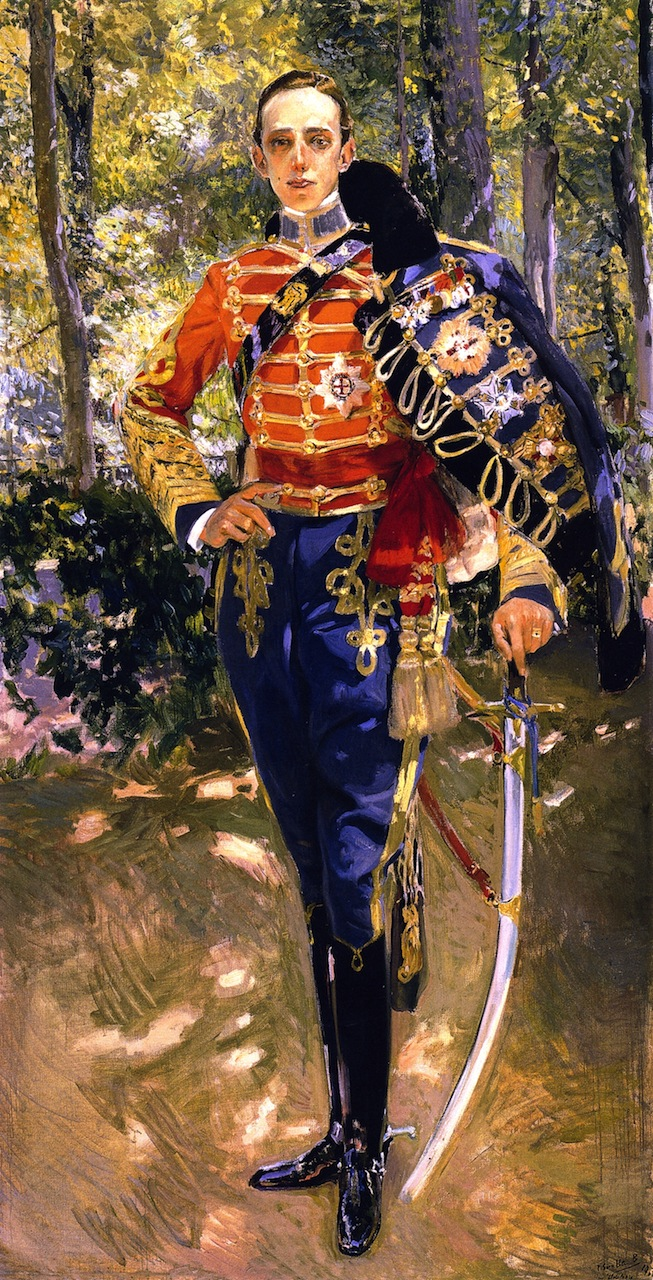
Portrait d’Alphonse XIII portant l’uniforme de hussard, par Joaquín Sorolla (1907).

Lorsque le jeune roi accède au trône les souvenirs du désastre de 1898 sont encore vifs et les thèses régénéragionnistes sont défendues par les partis dynastiques comme dans les rangs de l’opposition républicaine. Dans ce contexte, certaines figures politiques comme le député libéral José Canalejas réclament un rôle plus actif de la couronne dans les prises de décision politique, qui l’éloignerait de la stricte fonction de pouvoir modérateur que lui attribue la Constitution de 1876. Une semaine seulement après sa prestation de serment, la principale organisation régénérationniste, l’Union nationale de Joaquín Costa, expose au monarque les réformes qu’il pense devoir être adoptées. Alphonse XIII est à l’écoute des demandes de régénération. Il écrit en 1902 dans son journal : « Je peux être un roi qui s’emplira de gloire en générant la Patrie ; dont le nom passera à l’Histoire comme souvenir impérissable de son règne ; mais je peux être aussi un Roi qui ne gouvernera pas, qui sera gouverné par ses ministres, et, au final, mis à la marge ».
Selon le comte de Romanones, à la tête du Ministère de l’Instruction publique et des Beaux arts — récemment créé — du gouvernement libéral de Sagasta, le jeune roi se montre soucieux d’exercer ses pouvoirs dès la première réunion du Conseil des ministres, particulièrement en matière militaire, comme la Constitution lui en reconnait le droit ; selon Romanones, il se comporte « comme s’il n’avait rien fait d'autre dans sa vie que de présider des ministres ».
L’intérêt du jeune Alphonse XIII pour la question militaire est visible dans les notes critiques qu'il rédige à propos de certaines garnisons lors de ses premiers voyages officiels. Le leader conservateur Antonio Maura, président du gouvernement entre novembre 1903 et décembre 1904 lui recommande lui-même d’accorder une attention particulière à ces sujets.
Différentes divergences entre le roi et les gouvernements se produisent — par exemple lorsqu'Alphonse XIII pose des difficultés lors de l’octroi de l’ordre civil d'Alphonse XII à l’écrivain Benito Pérez Galdós, républicain notoire, ou lorsqu’il accepte sans consulter le gouvernement l’invitation du roi d’Angleterre de visiter ce pays, qu’il devra finalement rejeter — mais les frictions les plus importantes sont liées aux questions militaires. En mars 1903, le ministre du Budget du gouvernement conservateur de Silvela, Fernández Villaverde, présente sa démission à cause de — ou, selon les interprétations, en prenant prétexte de — l’opposition du roi à la réduction des effectifs militaires. Il intervient également dans certaines décisions militaires secondaires, par exemple en modifiant un décret sur la réorganisation de l’Armée postée aux Baléares.
Les critiques des interventions de la Couronne dans la vie politique s'accentuent à partir de la crise qui met fin au gouvernement Silvela vers le milieu de l’année 1903. Le quotidien Heraldo de Madrid publie un article affirmant que « L’on pourrait dire qu’on a l’intention de démontrer qu’en Espagne il n’existe d’autre pouvoir que la volonté du roi, qui aujourd’hui s’incline à gauche et demain à droite, pas selon les résultats des débats parlementaires […] mais selon les conseils qui sont donnés et les vents qui courent dans des sphères qui ne sont pas strictement constitutionnelles et parlementaires ». Des critiques sont également formulées par le républicain Nicolás Salmerón, qui se plaint au Congrès que le roi ait fait parvenir ses félicitations au général Zapino pour son intervention dans la grève de Bilbao sans l’aval du gouvernement. Lorsque Maura accède à la présidence du gouvernement en décembre 1903, les républicain soupçonnent qu’une nouvelle crise « orientale » s’est produite, à cause de son caractère despotique et d’une prétendue intervention de la reine mère, l’ancienne régente Marie-Christine.

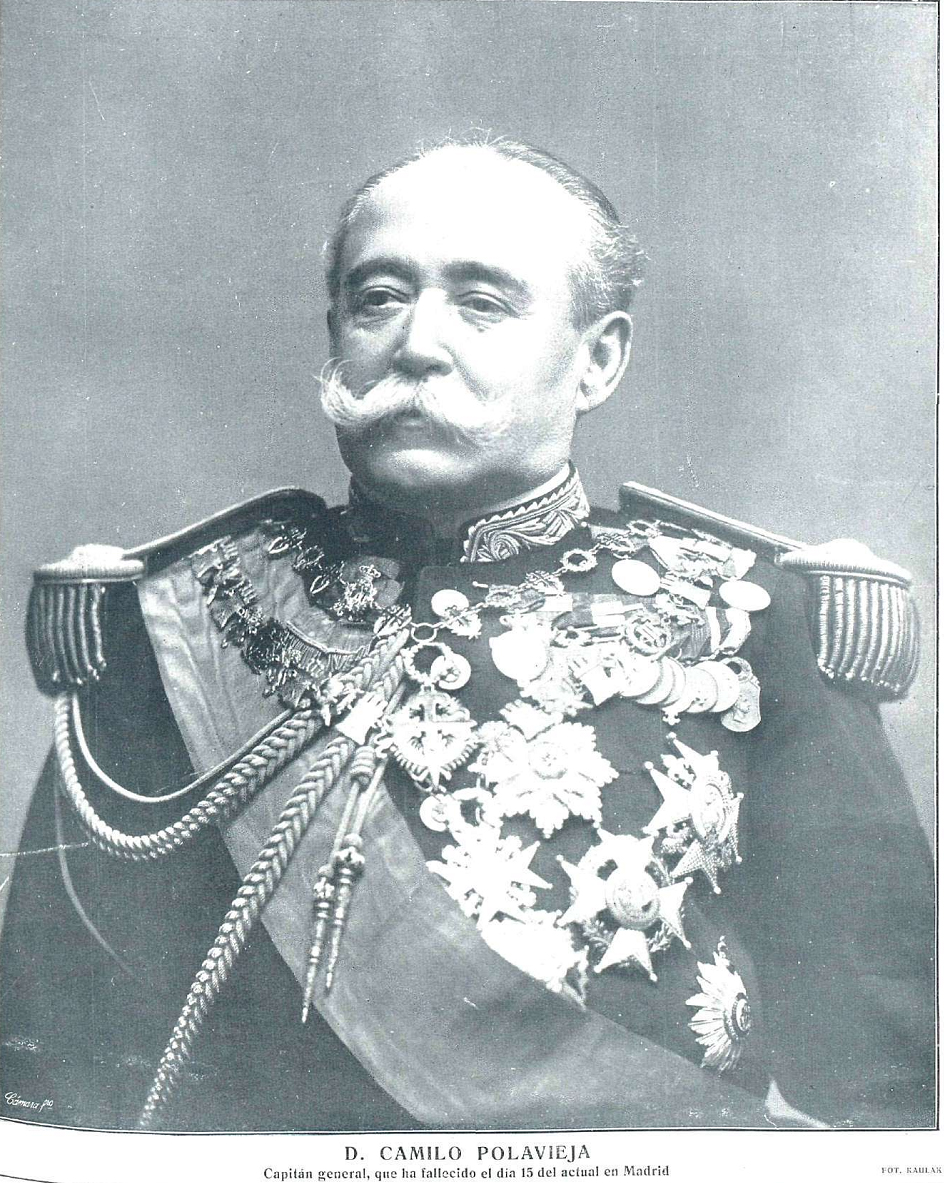
Le général Camilo García de Polavieja, dont la nomination comme chef d’État-major est imposée par le roi au gouvernement d'Antonio Maura.

Le premier exemple important d'interventionnisme de la part d'Alphonse XIII a lieu en décembre 1903, lorsqu’il refuse de ratifier la nomination du chef d’État-major de l’Armée — le général Loño, alors que le général Polavieja a la préférence du monarque —, ce qui entraine la démission du président du gouvernement, le conservateur Antonio Maura. Le roi mène alors des consultations afin de former un nouveau gouvernement présidé par Maura, qui se considère « président relevé [de ses fonctions] » et non « démissionnaire », manifeste son clair refus de constituer un nouveau gouvernement et réitère son opposition au fait que le roi puisse nommer sans l'accord du gouvernement de nouveaux militaires de haut rang. Le général Azcárraga lui succède comme premier ministre pour quelques semaines, jusqu’à la nomination de Fernández Villaverde en janvier 1905. Moins de 6 mois plus tard, le roi donne le pouvoir aux libéraux suivant le conseil de Maura.
Cet épisode met en évidence les deux grands écueils auxquels se trouve dès lors confrontée toute tentative de transition vers une véritable monarchie parlementaire : le poids des militaires, qui découvrent qu’ils ont ainsi la capacité d’exercer une pression sur le roi pour résoudre leurs affrontements avec le gouvernement civil, et l’attitude interventionniste du roi, qui, sortant de son rôle strictement constitutionnel, peut choisir de renvoyer un chef de gouvernement à l’encontre de la volonté des deux partis du turno. « La Couronne s’éloignait de son rôle purement arbitral dans l’alternance concertée entre les deux partis et commençait à assumer un rôle de décision dans les luttes pour le leadership entre les factions d’un même parti ».

#### La question religieuse

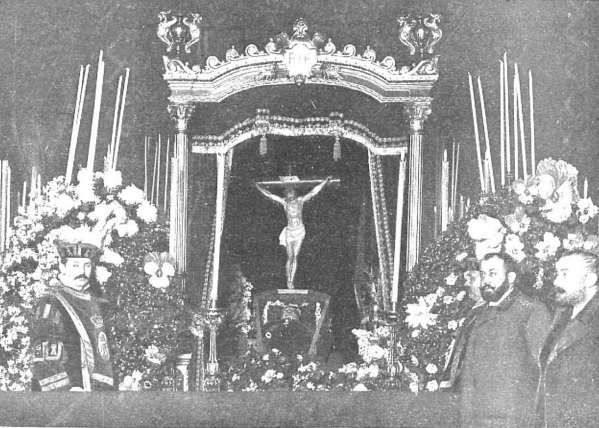
Chapelle ardente de Práxedes Mateo Sagasta au Congrès des députés (janvier 1903).

À partir de 1900, l’opposition entre sécularisme et confesionnalisme comme modèles de société s’exprime ouvertement et avec une vigueur inédite au Parlement, dans la presse et dans la rue. Cette importance de la question religieuse traduit le conflit entre le processus sécularisateur en cours dans la société espagnole, et l’activisme de l’Église catholique qui prétend le freiner. La confrontation entre cléricalisme et anticléricalisme atteint les partis du turno : les libéraux, taxés d’« anticléricaux », prétendant limiter la croissance des ordres religieux en les soumettant à la Loi sur les associations de 1887, les conservateurs soutenant l’Église, radicalement opposée à cette prétention.

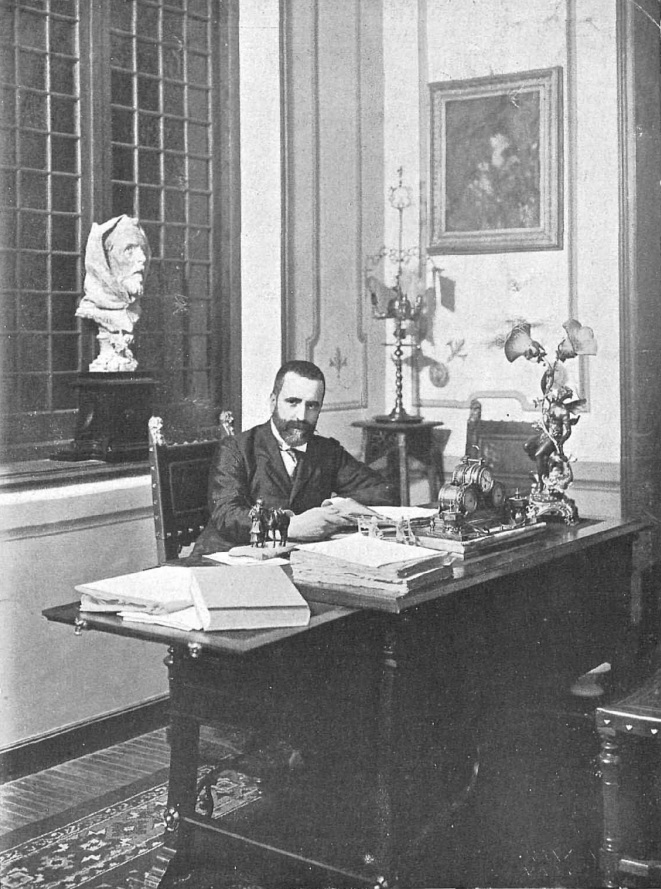
José Canalejas, libéral anticlérical, en 1901.

La question religieuse est également clivante au sein des partis dynastiques. Ainsi, le gouvernement Sagasta est divisé sur la manière de limiter les activités des ordres religieux, particulièrement en matière éducative. Un groupe de ministres, menés par Segismundo Moret, plaide pour négocier avec le pape une loi pour réguler leurs activités, tandis qu’un autre secteur, dirigé par José Canalejas, qui a auparavant proclamé la nécessité de mener une « bataille contre le cléricalisme », s’y oppose au nom de l’indépendance de l’État vis-à-vis du Saint-Siège. C’est finalement la première posture qui s'impose, provoquant le départ du gouvernement de Canalejas ; ce dernier donne alors — agissements exceptionnels pour une figure notable du turno — une série de meetings au Pays valencien en faveur d’une monarchie démocratique qui freine la réaction, qu’il identifie comme les républicains à la très antilibérale Église catholique. Lors d’un discours à Alicante, il déclare : « L’Espagne est divisée en deux camps : réaction et liberté ».
Parmi les conservateurs, le plus clérical est Antonio Maura. Il obtient l’approbation de la convention signée par le pape Pie V et le roi Alphonse XIII, qui reconnait une pleine personnalité juridique aux ordres et congrégations religieuses.
Au cours de son premier gouvernement (décembre 1903-décembre 1904), il doit faire face à un conflit sérieux dans la ville de Valence, bastion des partisans républicains de Blasco Ibáñez, provoqué par son intention de nommer Bernardino Nozaleda archevêque de Valence, un clerc que la gauche taxe d’antipatriotisme et d’ultramontanisme, car il était resté à la tête de l’archidiocèse de Manille deux ans après la perte des Philippines. Les blasquistes sont connus pour leurs attaques contre les processions religieuses ; transformant « la ville de Valence en une "Athènes méditerranéenne" », ils dédient des rues à des figures républicaines comme Victor Hugo ou Francisco Pi i Margall, projettent de lever un impot sur les battements de cloches et font la promotion des fêtes du carnaval au détriment de celles de la Fête-Dieu. Pour s’opposer aux blasquistes, en 1901 est fondée la Ligue catholique valencienne, qui se déclare engagée dans une « grande lutte entre la négation et l’affirmation, entre la vérité et l’erreur, entre la révolution et l’ordre, entre l’anarchie et les principes traditionnels et les fondements éternels de la société ».

#### 1905-1906: incidents du¡Cu-cut!etLey de Jurisdicciones

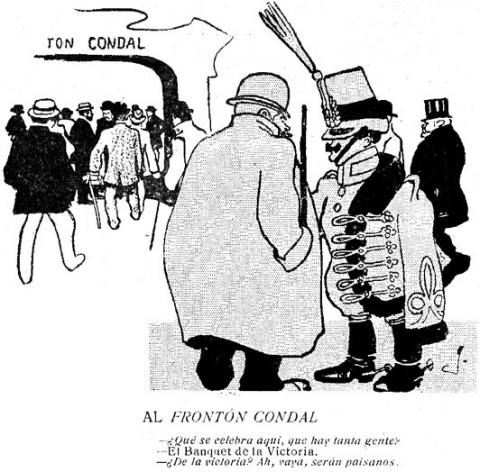
Vignette publiée dans la revue satirique ¡Cu-Cut! qui provoque la colère des militaires en novembre 1905.

Le 25 novembre 1905 à Barcelone, un groupe d’officiers lance un assaut sur la rédaction de l’hebdomadaire satirique catalaniste ¡Cu-Cut! ainsi que celle du quotidien La Veu de Catalunya, en réaction à la publication par le premier d’une vignette ironisant sur les défaites de l’Armée espagnole. Le gouvernement libéral d’Eugenio Montero Ríos tente d’imposer son autorité aux militaires et choisit de ne pas céder à la pression des capitaines généraux qui montrent leur appui aux militaires insurgés, mais il déclare l’état de guerre à Barcelone le 29 novembre — apparemment sous la pression du roi —. Finalement, le roi ne soutient pas le gouvernement, obligeant Montero Ríos à présenter sa démission.
Un nouveau gouvernement libéral est formé, sous la présidence de Segismundo Moret ; il reçoit du roi la mission d’empêcher que les attaques « à l’Armée et aux symboles de la Patrie » se reproduisent. Il cède devant les demandes du roi et fait en sorte de satisfaire les militaires — il nomme comme ministre de la Guerre le général Agustín Luque, l’un des capitaines qui a le plus applaudi l’assaut sur le ¡Cu-Cut — et fait rapidement approuver au Parlement une « Loi pour la Répression des Délits contre la Patrie et l’Armée » (Ley para la Represión de los Delitos contra la Patria y el Ejército) connue comme la « Loi des Juridictions » (Ley de Jurisdicciones), par laquelle c'est dorénavant la juridiction militaire qui obtient les compétences pour juger de tels délits.

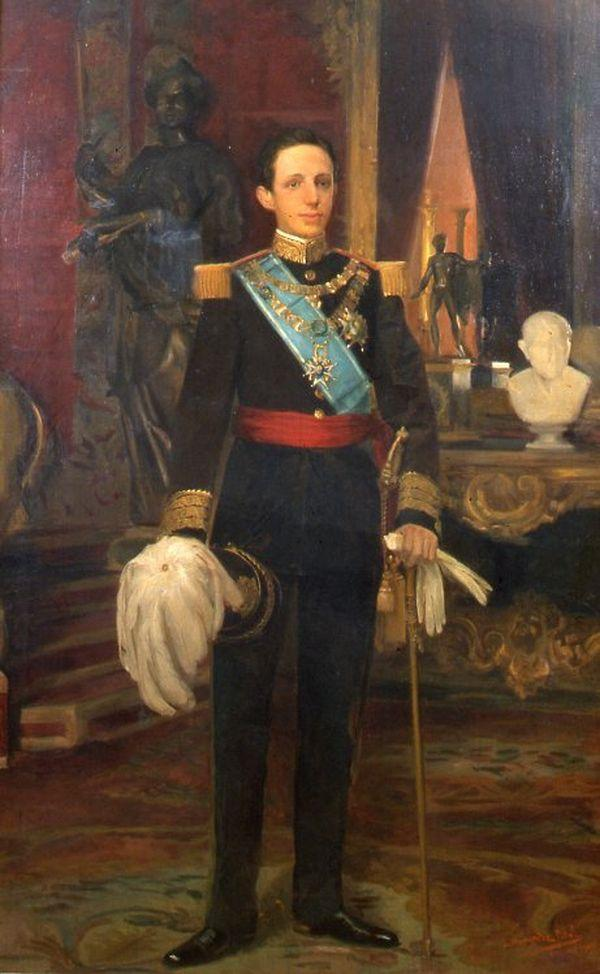
Portrait du roi Alphonse XIII (1905).

Cet épisode aura des conséquences au long terme : en créant un précédent de soumission du pouvoir civil devant l’insubordination militaire, il alimente la création d’un pouvoir militaire autonome, enclin à excercer de nouvelles pressions et chantages, et marque un jalon important dans la militarisation de l’ordre public,. Le rôle du roi se trouve également renforcé et s'affirme comme « un intermédiaire entre le pouvoir civil et le militaire », bénéficiant de son autonomie et de son prestige propres, qui s’avère indispensable pour permettre la retour au calme dans de telles situations de tension.
En réponse à l’impunité accordée aux responsables des évènements du !Cu-Cut! et à la Ley de Jurisdicciones, la grande coalition Solidaritat Catalana (« Solidarité catalane ») est formée en mai 1906 en Catalogne, sous la présidence de l'ancien républicain Nicolás Salmerón, incluant les républicains non lerrouxistes, les catalanistes — la Lliga Regionalista, la Unió Catalanista et le Centre Nacionalista Republicà, un groupe issu d’une scission de la Lliga quelques mois auparavant — et même les carlistes catalans.
La coalition rencontre un succès spectaculaire dans les manifestations qu’elle convoque, comme celle célébrée à Barcelone le 20 mai 1906, qui rassemble 200 000 personnes. Elle triomphe aux élections générales de 1907 en remportant 41 des 44 députés catalans.
Cette victoire marque un nouveau point de non-retour, en Catalogne comme dans l’Espagne tout entière : « les gouvernements de Madrid, et la couronne elle-même, devront assumer le fait que la question catalane était devenue l’un des problèmes les plus préoccupants de la vie politique espagnole ».

### 1907-1909: «gouvernement long» d’Antonio Maura

#### Chute de Moret et ascension de Maura

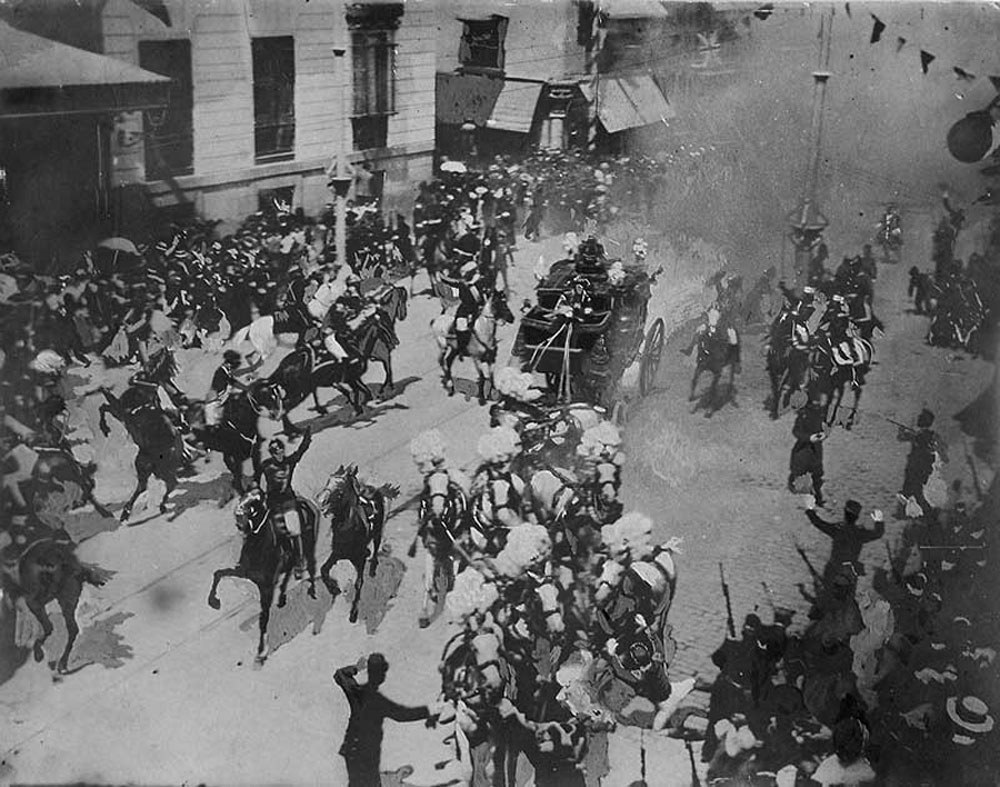
Attentat anarchiste contre le roi Alphonse XIII et Victoire-Eugénie de Battenberg le jour de leur mariage, le 31 mai 1906.

L'approbation de la Ley de Jurisdicciones ouvre une crise au sein du Parti libéral qui se solde avec la démission de Moret en juillet 1906. Trois autres gouvernements libéraux lui succèdent, mais les dissensions entre les factions du parti perdurent, si bien que le roi fait appel en janvier 1907 à Antonio Maura, leader du Parti conservateur, pour former un nouvel exécutif. La question du déclencheur exact de la chute de Moret est débattue, conséquence de l’attentat contre le roi Alphonse XIII et Victoire-Eugénie de Battenberg le jour de leur mariage, le 31 mai 1906, par l’anarchiste Mateo Morral, dont tous deux sortent indemnes, ou de la prétention d’obtenir une seconde dissolution du Parlement en faveur des libéraux afin de se doter d’une majorité confortable pour mener une série de réformes très progressistes et considérées comme « funestes » par le camp clérical, incluant la reconnaissance du mariage civil et la sécularisation des cimetières.
Selon les usages de la Restauration, avec le retour des conservateurs au pouvoir, Maura obtient du roi le décret de dissolution du Parlement et la convocation de nouvelles élections pour bénéficier d’une large majorité parlementaire. Le ministre de l’Intérieur (Gobernación) Juan de la Cierva y Peñafiel s’emploie à satisfaire les diverses factions conservatrices, aux dépens du parti libéral, qui obtient dans l’encasillado un nombre de députés inférieur à celui incombant habituellement au parti du turno dans l’opposition. La sincérité du scrutin se trouve ainsi encore dégradée, la fraude électorale renforcée, et le pacte entre élites conservatrice et libérales rompu, entrainant la protestation des derniers.
L’autre grande nouveauté des élections est le triomphe de la coalition républicano-régionaliste Solidaritat Catalana en Catalogne déjà évoquée ci-dessus.

##### Le projet de «révolution d’en haut»

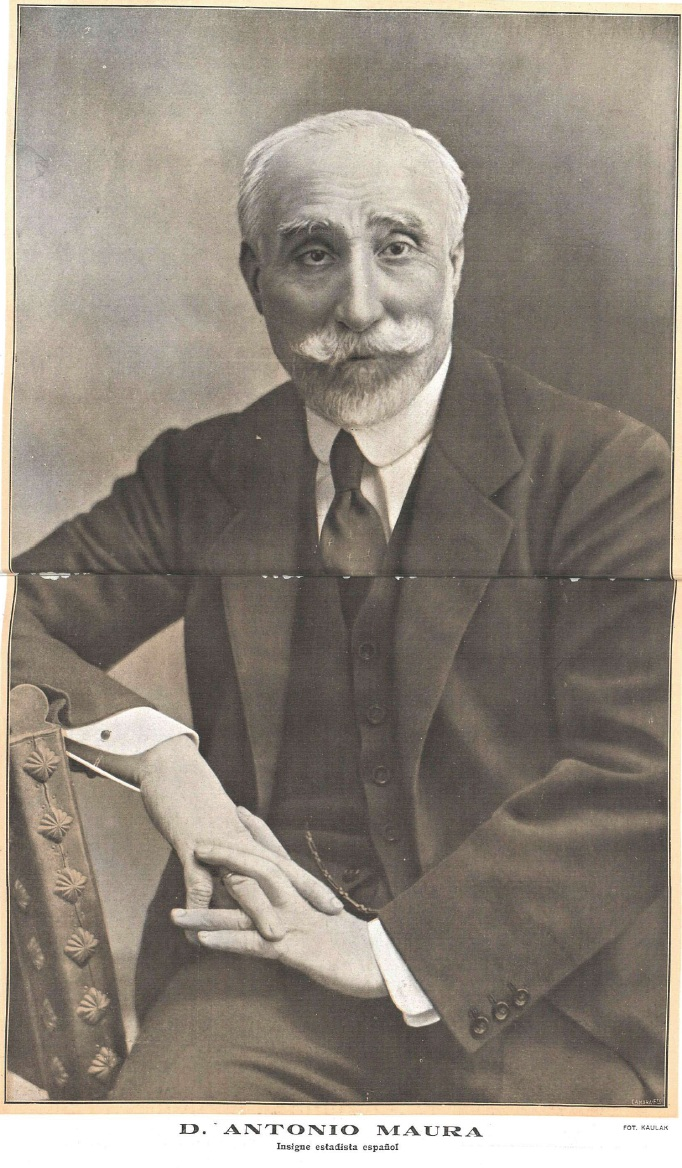
Antonio Maura.

Entre 1907 et 1909, Maura entreprend de mener une « révolution d'en haut (es) » (revolución desde arriba) du régime de la Restauration — la réforme du régime politique depuis les institutions sur initiative du gouvernement lui-même, expression forgée par l’Aragonais Joaquín Costa, figure phare du mouvement régénérationniste —, dont le but principal est d’obtenir un soutien populaire de la Monarchie d’Alphonse XIII et de mettre fin au système caciquil. Maura est convaincu que « dans un pays rural et essentiellement catholique comme l'Espagne, cette ouverture, contrôlée si nécessaire avec le renforcement des mécanismes répressifs, s’avèrerait bénéfique pour la Couronne, l’Église et l’ordre social établi, c’est-à-dire les intérêts conservateurs ». Toutefois, il commence sa période à la tête de façon peu congruente en recourant massivement au réseau de caciques pour obtenir aux élections une large majorité au Parlement. La première tâche qui lui est confiée est l’approbation d’une nouvelle loi électorale (la loi électorale espagnole de 1907).
L’une des importantes nouveautés introduites par la nouvelle législation approuvée en aout 1907 repose sur le fait que l’élaboration des listes électorales est dorénavant confiée à l’Institut géographie et statistique et non plus aux municipalités, et que ces dernières cessent également d’exercer le contrôle de la procédure électorale qui échoit désormais à un organisme étatique, la Junta Central de Censo.
D’autre part, le vote obligatoire est introduit par l'article 2, afin d’encourager la participation.
L’article 29 établit que, dans les districts électoraux avec une candidature unique, le candidat sera proclamé automatiquement et sans nécessité de procéder au vote. Avec ces mesures, on prétend mettre fin à la fraude électorale, mais c’est en réalité l’inverse qui se produit, cette disposition renforçant et encourageant la pratique de l’encasillado.
Les élections sincères supposément permises par la nouvelle loi électorale n’auront pas lieu, étant donné le maintien des districts uninominaux. La mise en application de l’article 29 débouche en effet sur une aggravation de la fraude électorale : lors des élections générales de 1910 et des suivantes, plus de cent postes au Parlement — près du tiers — sont désignés d’office par ce procédé.
En définitive, la réforme électorale a des effets opposés à ceux initialement escomptés, en rendant plus difficile la compétition électorale et en empêchant l’ouverture du système à de nouvelles forces politiques.

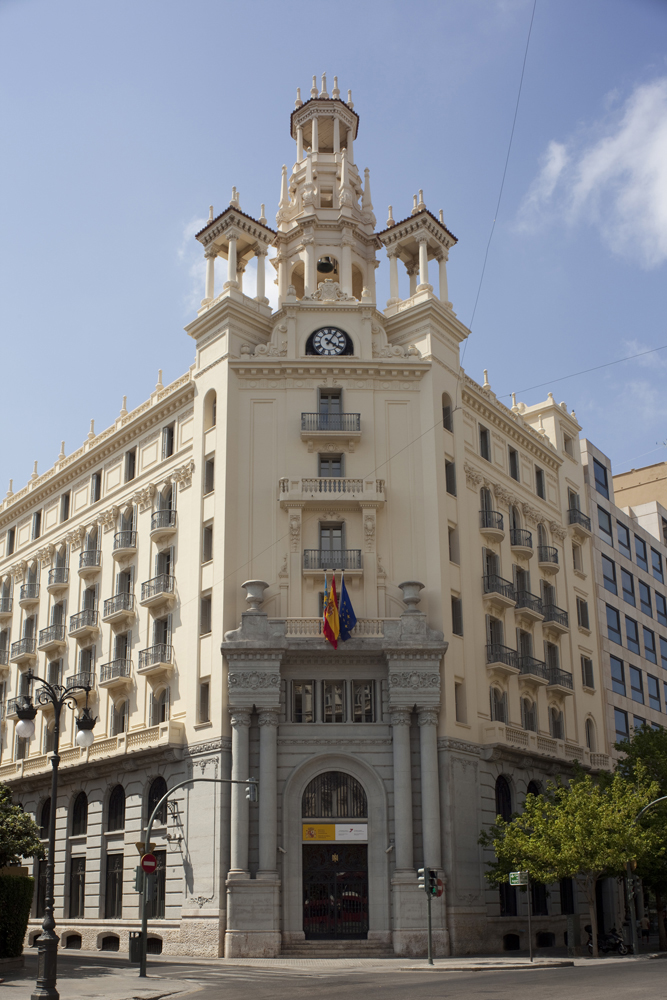
Bâtiment de l’Instituto Nacional de Previsión à Valence, connue sous le nom populaire de casa del Xavo, de l'architecte Enrique Viedma Vidal.

Le projet phare de Maura est sans doute la réforme de l’administration locale pour tenter de conférer aux municipalités et députations provinciales, jusqu’alors très mal dotées, une réelle autonomie — par rapport au gouvernement — sur la gestion de leurs biens et des services qu’elles doivent rendre. On prévoit de leur octroyer des compétences en matière de « sécurité, travaux publics, santé, œuvres de bienfaisance et enseignement ».
Maura propose un système corporatiste des élections municipales, qui rencontre le soutien des députés de la Ligue régionaliste catalane ; ceux-ci défendent également le projet de créer des « mancommunautés » de députations pour gérer certains services déterminés, d’où pourrait émaner une entité représentative de toute la Catalogne, ce que n’autorise pas a priori l’administration de l'État par divisions provinciales en vigueur depuis 1833. Le projet n’est finalement pas approuvé au Parlement en raison de l’obstruction des libéraux, qui s’affirment opposés au vote corporatiste.
Le rapprochement avec la Ligue ne constitue pas un obstacle au développement d’une politique nationaliste espagnole — comme le devoir de hisser le drapeau de la monarchie lors des fêtes nationales — qui s’étend au terrain économique avec des mesures visant à protéger et développer l’industrie nationale. Le projet le plus important est l’approbation du programme de reconstruction de la Marine de guerre confiée aux chantiers navals espagnols.
Maura s’occupe également la question sociale en lançant une série d’initiatives législatives relatives à des sujets divers comme le repos dominical, le travail des femmes et des enfants, l’émigration, les grèves, l’arbitrage des négociations avec les travailleurs dans le secteur industriel, etc., qui culminent avec la création de l’Institut national de prévision (es).

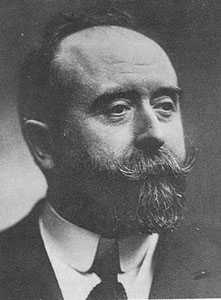
Le ministre de l'Intérieur Juan de la Cierva.

Une politique d'ordre public autoritaire est mise en œuvre par le ministre de l’Intérieur Juan de la Cierva y Peñafiel. Son projet phare est la loi de répression du terrorisme qui autorise le gouvernement à fermer des revues et centres anarchistes, et à chasser leurs responsables sans mandat judiciaire. La loi est attaquée par les républicains et les socialistes, qui la considèrent comme une menace aux libertés. Les libéraux se joignent également à l’opposition à la loi, donnant naissance au « bloc de gauche » promu par les trois principaux quotidiens libéraux madrilènes — El Liberal (es), El Imparcial (es) et Heraldo de Madrid — qui débouche le 28 mai 1908 — soit trois semaines après l’approbation de la loi en première instance par le Sénat — sur la célébration d’un grand meeting politique « contre Maura et son œuvre » au théâtre de la Princesse (es). En septembre, à l’occasion de la commémoration de l’anniversaire de la révolution démocratique de 1868 est scellée une alliance antimauriste entre libéraux et républicains.

##### Guerre de Melilla, Semaine tragique, «affaire Ferrer» et chute de Maura
Profitant d’une crise interne du royaume alaouite au Maroc, la France et l’Espagne signent en octobre 1904 un accord — qui rencontre l’approbation du Royaume-Uni — établissant leurs relatives « zones d’influences » afin de garantir l’autorité du sultan Abdelaziz ben Hassan. Les protestations de l’Allemagne amènent à la célébration au début de 1906 de la conférence d'Algésiras — réunion internationale concernant le Maroc réunie dans la ville espagnole d’Algésiras —, à l’issue de laquelle est signé un traité établissant le maintien de l’indépendance du Maroc mais la concession de ports ouverts au commerce européen — vers la France et l'Espagne — comme garants de l’ordre dans le sultanat. À cette occasion, l’Espagne obtient un accord pour l’exploitation des gisements de fer du Rif — débouchant en 1908 sur la création de la Compañía Española de Minas del Rif (« Compagnie espagnole des mines du Rif ») et la construction d’un transport ferroviaire minier depuis Melilla —.

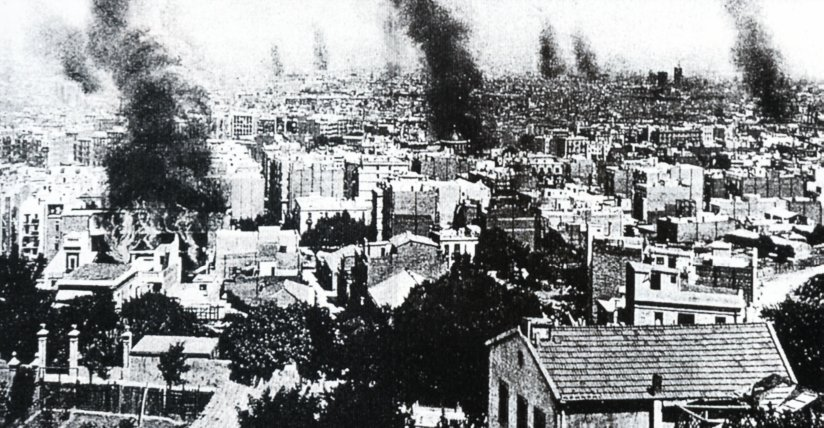
Barcelone devient La ciutat cremada (« la ville brûlée ») au cours de la Semaine tragique.

Le 9 juillet 1909, les travailleurs participant à la construction du chemin de fer sont attaqués par les tribus rifaines rebeles — quatre ouvriers espagnols meurent — et, les troupes envoyées depuis Melilla rencontrant plus de résistance qu’attendu, le gouvernement décide d’envoyer des renforts depuis la péninsule — 44 000 hommes, un grand nombre d’entre eux réservistes, mariés et avec des enfants —. Cette réquisition déchaîne une vague de protestations contre la guerre qui culmine, à la suite de l’embarquement de troupes à Barcelone, avec les évènements de la Semaine tragique, l’un des moments les plus critiques de l’histoire de la Restauration.
Lundi 26 juillet 1909 éclate une grève générale à Barcelone, qui s’étend rapidement aux autres villes de Catalogne. Le même jour les protestations dégénèrent en violences de rue protagonisées par des anarchistes et des républicains du Parti radical de Lerroux — qui se trouve alors en Amérique du Sud — ; les grévistes attaquent les tramways et la grève tourne à l’émeute anticléricale. La république est proclamée à Sabadell — ville industrielle de la banlieue nord de Barcelone —. L’extension de la rébellion au reste de l’Espagne avorte grâce à l’habileté de de la Cierva, qui la présente comme un mouvement « séparatiste ».
Cette explosion de violence anticléricale est le point culminant d’années de discours révolutionnaires qui ont diffusé dans l’esprit populaire l’idée que tous les maux du pays résident dans l’influence de l’Église, tenue pour une institution « hypocrite et sinistre ».
En une semaine de troubles, on déplore 104 morts parmi les civils — plusieurs centaines de blessés —, 8 au sein des forces de l’ordre et des militaires, et l’incendie de plusieurs dizaines d’édifice religieux. Il s’ensuit une répression très sévère : 1 700 personnes sont incarcérées et diverses condamnation à mort sont prononcées, dont 5 sont exécutées, ainsi que 59 condamnations à perpétuité et 175 à l’exil. La figure la plus connue parmi les détenus est le pédagogue et activiste anarchiste Francisco Ferrer, condamné par un conseil de guerre qui ne parvient pas à établir sa responsabilité dans les èvènements et dont l’exécution le 13 octobre suscite des vagues d’indignation dans toute l’Europe,.

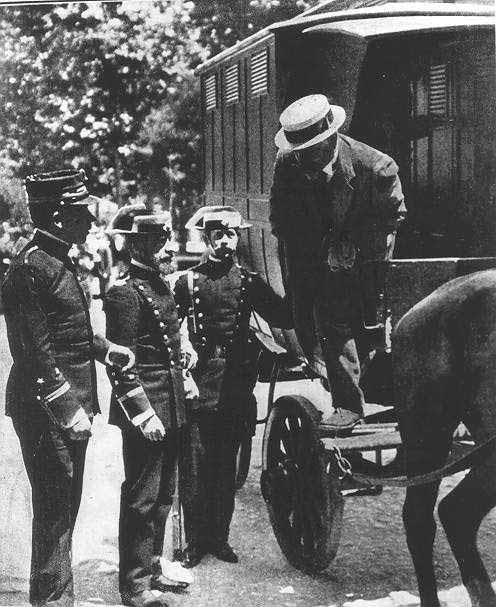
Le détenu Francisco Ferrer Guardia est conduit par la Garde civile à la prison de Montjuïc.

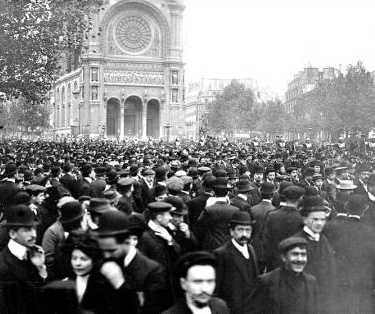
Manifestation à Paris le 17 octobre 1909 contre l’exécution de Francisco Ferrer Guardia.

Les évènements qui seront plus tard connus sous le nom de « Semaine tragique » et la dure répression qui leur fait suite n’ont pas de conséquence politique immédiate. Toutefois, la campagne internationale de protestation contre l’exécution de Ferrer, malgré les demandes de commutation de la peine — que Maura n’envisage à aucun moment —, aura de significatives répercussions, en mettant le point de mire de la presse internationale sur les affaires internes de l’Espagne pendant plusieurs mois, transmettant « l’image d’un pays retardé et barbare, dominé par l’Inquisition et par une Monarchie rétrograde ».
Bien que rencontrant peu d’échos directs en Espagne, la protestation internationale est mise à profit par le Parti libéral allié au républicains pour mener une campagne contre le gouvernement, et plus particulièrement son président Maura. Le 20 septembre, le PSOE, qui abandonne pour la première fois sa posture de rejet des partis bourgeois, rejoint ce « bloc de gauche » antimauriste, qui débouche sur l’élection de Pablo Iglesias, secrétaire général du parti, comme député pour Madrid aux élections générales de 1910 — première accession au Parlement d’un socialiste au Parlement espagnol —.

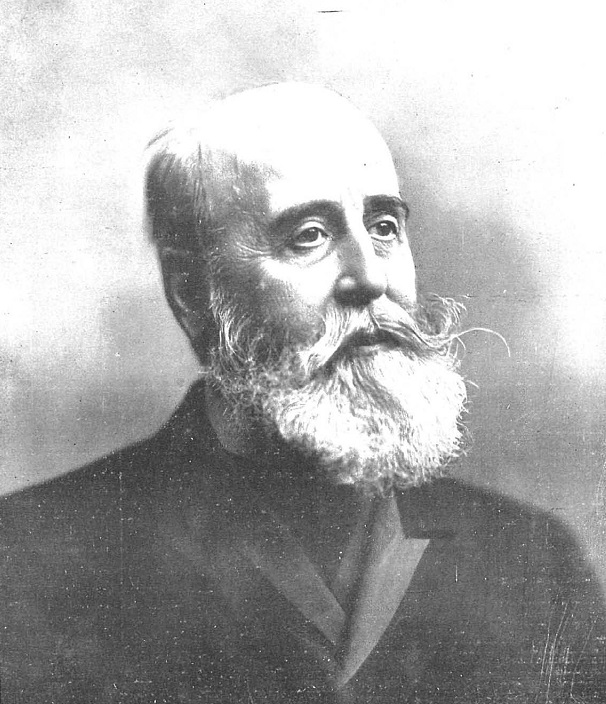
Le libéral Segismundo Moret en 1909.

Le 18 octobre 1909, seulement cinq jours après l’exécution de Ferrer, un débat a lieu au Congrès des députés au cours duquel se produit une altercation entre Maura et Moret. Ce dernier demande la démission du gouvernement et fait appel au roi en affirmant que « quelqu’un » doit faire comprendre aux conservateurs qu’ils doivent quitter le pouvoir. Deux jours plus tard, le ministre de l’Intérieur Juan de la Cierva attaque violemment Moret, allant jusqu’à soutenir que sa politique à la tête du gouvernement était à l’origine de l’attentat contre le roi, affirmation qu’il maintient en dépit des demandes de retrait. Le scandale grandit encore avec le soutien explicite de Maura à son ministre. Le lendemain, le journal libéral El Imparcial déclare que la situation est « extrêmement grave » car les libéraux sont accusés de « sinistres contacts avec les anarchistes ». El Diario Universal, quotidien appartenant au libéral Romanones, affirme que le gouvernement ne peut pas durer « un seul jour de plus ». Le 22 octobre, Maura se rend au Palais royal pour débattre de la question du maintien de son gouvernement, mais le roi accepte sa démission lorsque le premier ministre la lui présente de façon protocolaire. Des années plus tard, son fils Gabriel Maura Gamazo rapporte la grande commotion que provoque la destitution de son père de la présidence du gouvernement par le roi et son remplacement par Moret.
Cette alternance au gouvernement constitue un fait rare dans l’histoire de la Restauration. Le parti du turno dans l’opposition, dans ce cas le Parti libéral, provoque la chute de l’autre parti au pouvoir, en menant ue campagne dans la rue et en cherchant l’appui des formations « antidynastiques » — républicains et socialiste —. En réponse, Maura présente le pacte sur lequel était basé le régime politique de la Restauration comme anéanti. La crise de la Semaine tragique rompt ainsi la solidarité qui unissait les protagonistes du turno sous l’égide de la Constitution de 1876.

### 1909-1913: gouvernement libéral et réformes de Canalejas

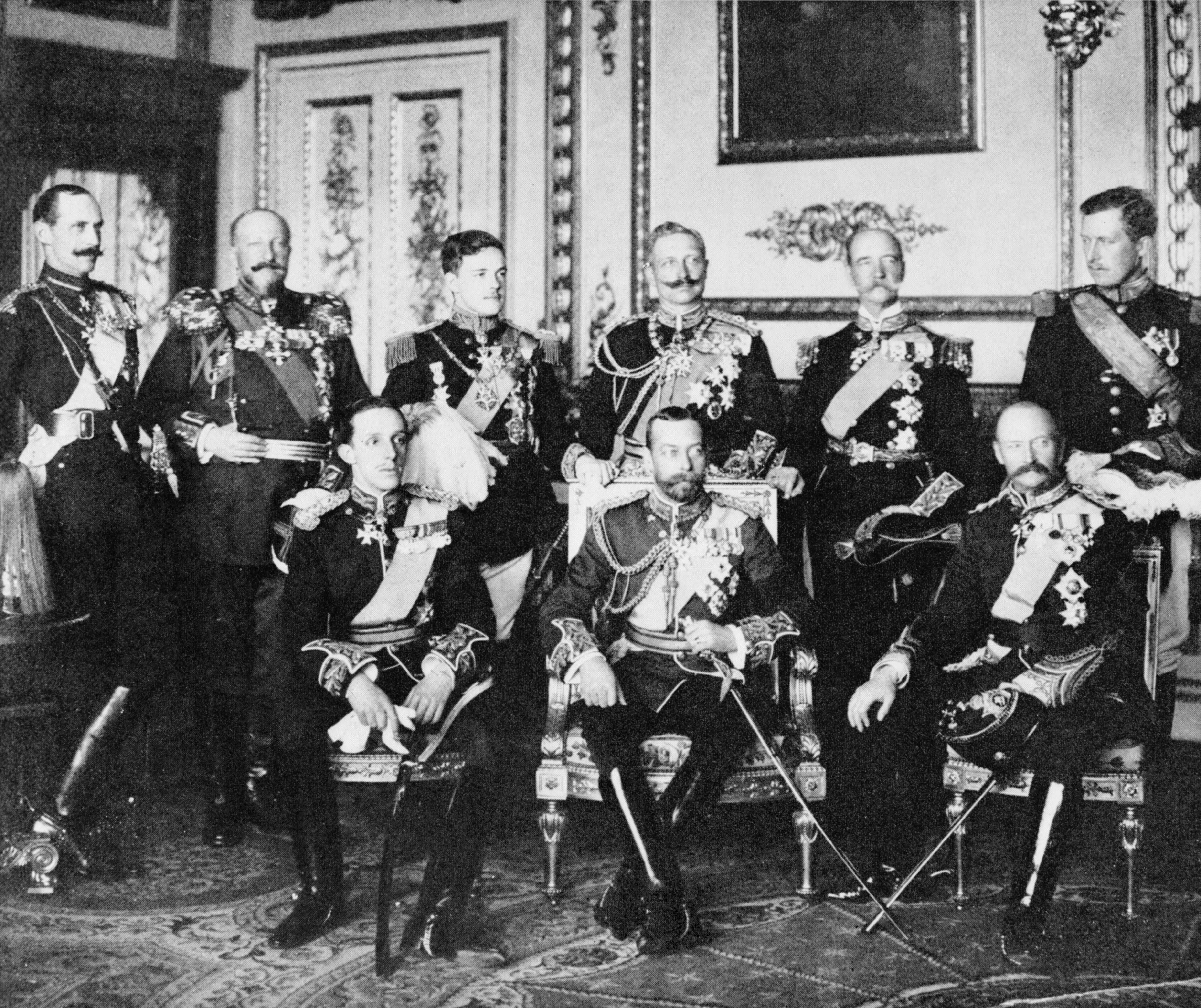
Alphonse XIII assiste à Londres aux funérailles du roi Édouard VII (mai 1910)

#### Projet de régénération démocratique de Canalejas: laLey del candado
Le gouvernement libéral de Segismundo Moret, succédant au long gouvernement de Maura, en contraste ne dure que quelques mois. Son rapprochement avec les républicains ouvre une crise au sein du Parti libéral, mise à profit par le roi pour intervenir et nommer en février 1910 José Canalejas nouveau chef du gouvernement,.

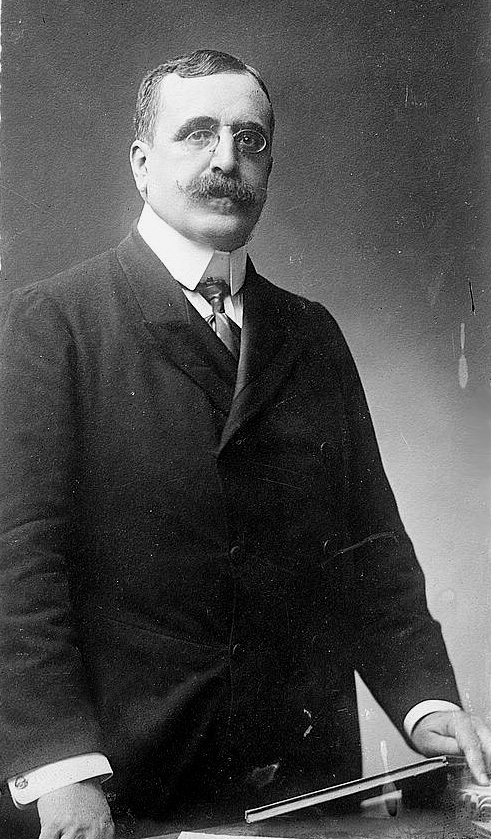
José Canalejas.

Le programme politique de Canalejas, qualifié de « régénération démocratique », repose sur l’idée d’une nationalisation complète de la monarchie, suivant les modèles britannique et italien. Paradoxalement, Canalejas concède au roi une place fondamentale dans ce projet, ne se limitant pas à un rôle symbolique mais réclamant sa pleine implication dans les réformes et l’accompagnement de son premier ministre.
Canalejas promeut un interventionnisme économique de l’État, qu’il considère comme le principal agent pour la modernisation du pays. Ses propositions abordent les problèmes saillants du moment, parmi lesquels la question religieuse constitue une priorité. L’objectif de Canalejas est de parvenir à une séparation à l’amiable entre l’Église et l’État, par le biais de négociations aussi discrètes que possible. Toutefois, le Saint-Siège, alors obsédé par la condamnation du modernisme, ne se montre pas disposé à abandonner la positition privilégiée tenue par l’Église catholique en Espagne.
Afin de renforcer la position de l’État, Canalejas se propose de réduire le poids des ordres religieux par le biais d’une loi qui les traite comme de simples associations, à l’exception de ceux reconnus dans le Concordat de 1851. Pendant que la loi est en débat au Parlement, en décembre 1910 est adoptée une disposition transitoire et temporaire connu sous le nom de Ley del candado (« Loi du cadenas »), selon laquelle aucun nouvel ordre religieux ne pourrait être établi en Espagne au cours des deux années suivantes. La loi reste néanmoins pratiquement sans effet, à la suite de l’approbation d’un amendement selon lequel la restriction sera levée si la nouvelle loi sur les associations n’est pas aprouvée dans les deux ans. En dépit de tout, Canalejas, pieux catholique, sera considéré comme l’ennemi de la religion, alors que l’époque est marquée par la révolution portugaise de 1910 qui met à bas la Monarchie et proclame la Première République.

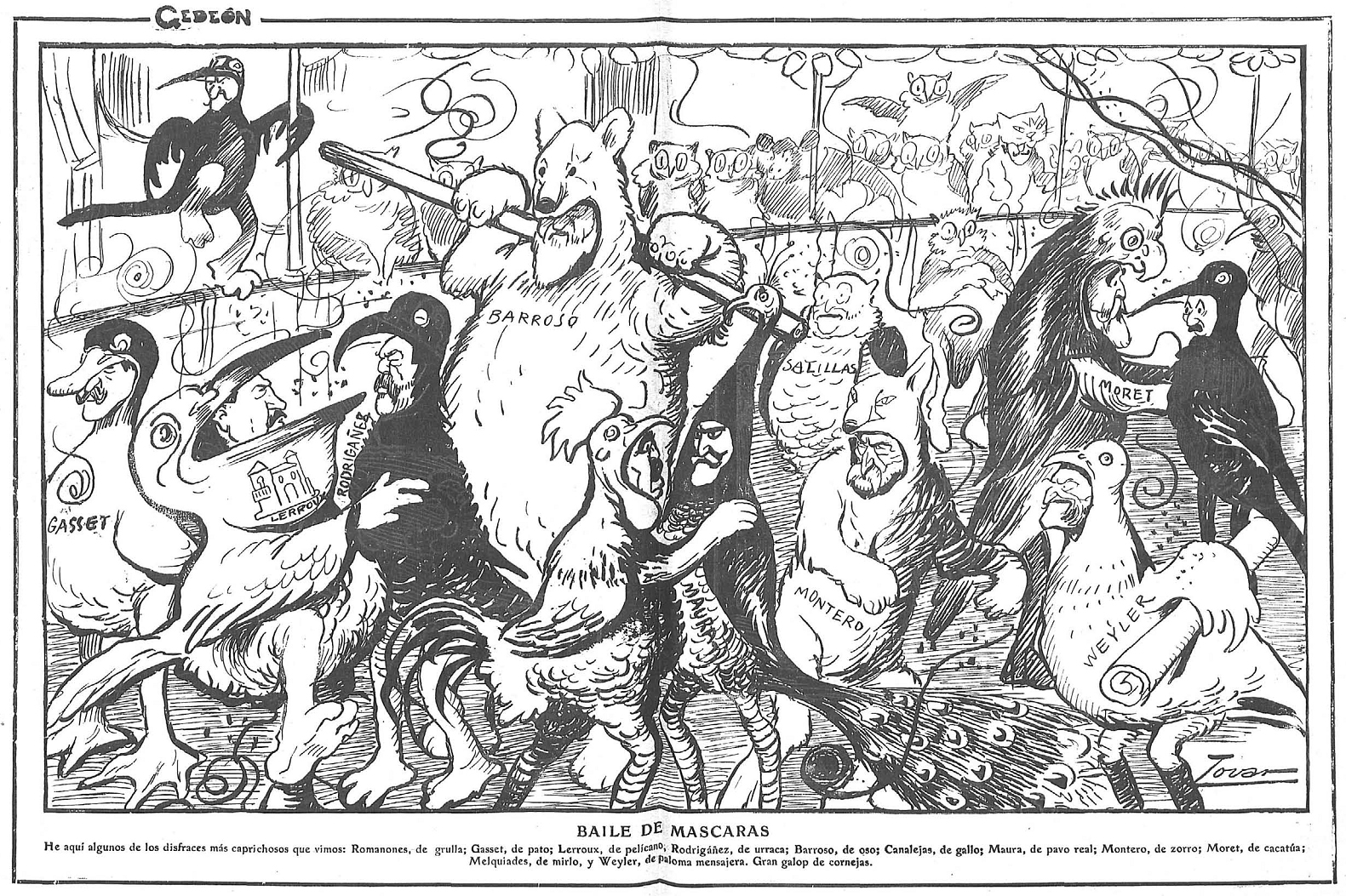
Baile de máscaras (« bal masqué ») dans la revue Gedeón (février 1912) : Romanones, Lerroux, Gasset, Rodrigáñez, Barroso, Canalejas, Maura, Montero Ríos, Moret, Melquíades Álvarez y Weyler.

Alphonse XIII tente de freiner les mesures anticléricales du gouvernement et insiste pour rétablir les relations diplomatiques avec le Vatican,. Le 28 juin, il se présente sans prévenir à la basilique royale Saint-François-le-Grand de Madrid où est célébré l’acte de clôture du congrès eucharistique, causant un scandale dans les médias libéraux, aggravé par la célébration de deux cérémonies religieuse au Palais royal — intronisation eucharistique et lecture par le secrétaire du Congrès d’une consacration de l’Espagne à l’eucharistie —, où il réunit les participants au congrès le jour suivant.
Agissant ainsi, le roi jette le discrédit sur la politique religieuse de Canalejas ; la presse libérale se montre très critique envers ce qu’elle considère une identification de la nation avec le cléricalisme.

#### Question sociale: baisses d’impôts et service militaire
le gouvernement Canalejas rencontre davantage de succès dans les réformes entreprises pour aborder la question sociale.
Canalejas est convaincu de la nécessité de passer par des négociations entre patrons et ouvriers pour résoudre les conflits sociaux, et facilite le rôle médiateur de l’Institut des réformes sociales (es) créé en 1903 sous le gouvernement conservateur de Silvela. Il promulgue également plusieurs mesures destinées à améliorer les conditions de vie et de travail de la classe ouvrière, bien qu’il échoue à faire approuver son projet phare sur ce terrain, la loi sur les conventions collectives, qui suscite une opposition féroce,.

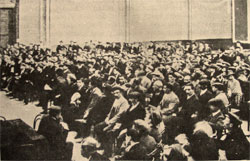
Congrès fondateur de la CNT en 1910.

La période de gouvernement de Canalejas est marquée par une grande augmentation des grèves, sous l’impulsion du renforcement et de l’expanson des organisations ouvrières, particulièrement l’UGT socialiste et la CNT anarchosyndicaliste — fondée en 1910 —. La réponse du gouvernement consiste à alterner arbitrage et répression, comme lors de la grève générale révolutionnaire de 1911, qui motive la dissolution de la CNT et la mise en cause judiciaire des dirigeants de l’UGT. La politique de fermeté dans le maintien de l’ordre public est visible lors de la rébellion du cuirassé Numancia, dont l’équipage menace de bombarder la ville de Malaga si elle ne déclare pas républicaine.

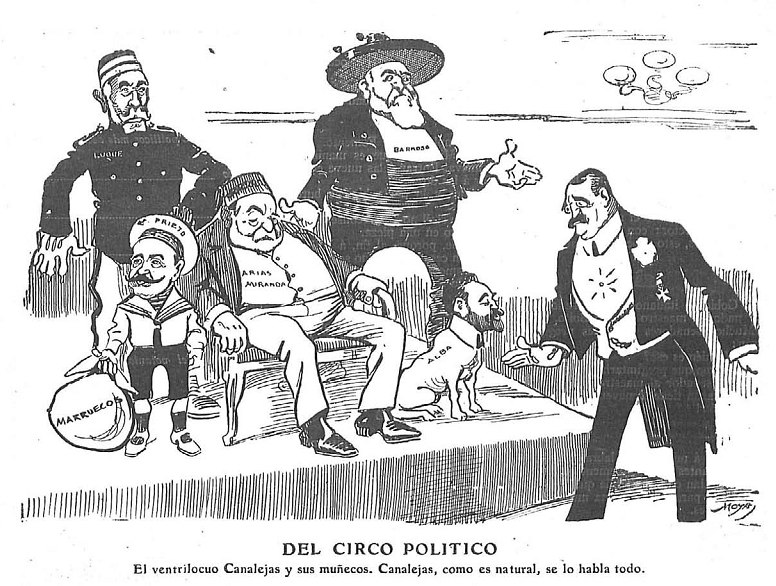
« Du cirque politique », caricature publiée dans la revue Gedeón en avril 1912 ; on y voir les libéraux Luque y Coca, García Prieto, Arias Miranda, Barroso, Alba et Canalejas.

Canalejas s’occupe également de deux des plus anciennes revendications des classes populaires, sources de fréquents protestations et échauffourées : l’abolition des impôts indirects connus sous le nom de consumos, instaurés en 1845 — suspendus au cours de la révolution de 1868 —, taxant les produits basiques et que Canalejas considère comme « une spoliation du prolétariat », et les inégalités face au service militaire. Pour obtenir l’approbation de la loi supprimant les consumos et les remplaçant par un impôt progressif sur les rentes urbaines, assumé par les classes aisées, Canalejas doit lutter contre certains députés de son propre parti, menaçant même d’exclure personnellement du Parti libéral ceux qui s’opposeront à la loi. Malgré tout, trente députés libéraux votent finalement contre le projet de loi.
En ce qui concerne la seconde revendication populaire, en 1912 est adoptée la Ley de Reclutamiento y Reemplazo del Ejército (es) qui instaure un service militaire obligatoire, toutefois limité aux temps de guerre. Cette loi est supposée mettre fin à la pratique dite de redención en metálico (« rédemption en [argent] liquide »), qui permettait aux familles aisées de dispenser leurs enfants mâles du service militaire en payant une certaine quantité d’argent ; pour les temps de paix toutefois, on opte pour une solution intermédiaire car il apparaît impossible de se dispenser entièrement des paiements des familles pour le financement de l’Armée. C’est ainsi qu’apparaît la figure du soldado de cuota (es), recrues effectuant un service de seulement cinq mois s’ils s’acquittent de 2 000 pesetas, ou dix mois contre 1 500 pesetas — cette dernière quantité correspondant au salaire d’un ouvrier agricole pendant un an —. La loi établit également l’exemption de service des fils uniques issus de familles pauvres.

#### Question régionale catalane: création de la Mancommunauté

Aux débuts du XXe siècle, l’Europe a procédé au partage de l'Afrique en son bénéfice, à l’exception de l'Abyssinie et du Libéria, suscitant d’importantes tensions entre les pays européens.

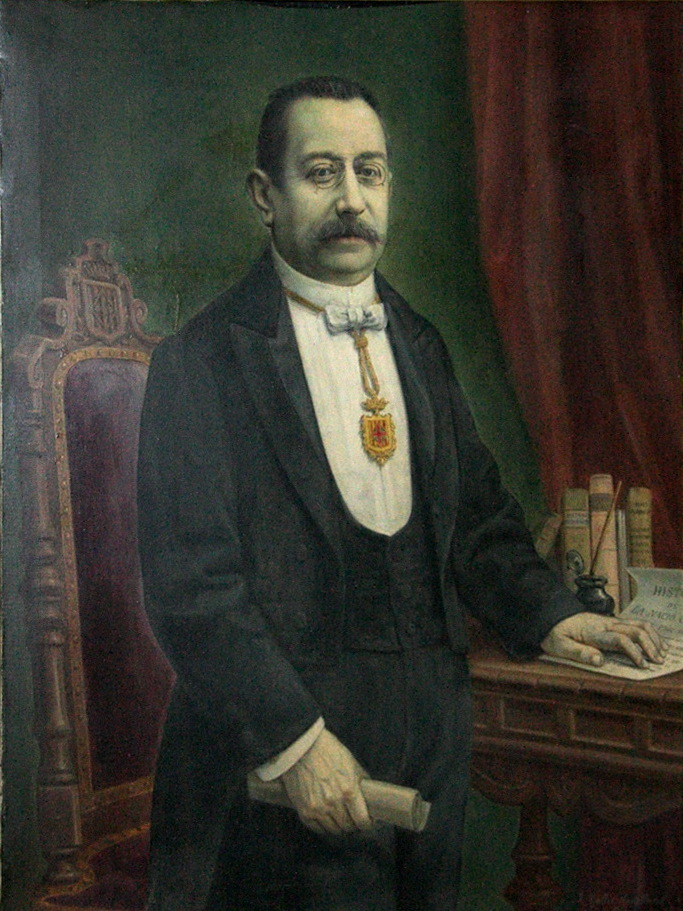
Portrait d’Enric Prat de la Riba présidente de la Députation provinciale de Barcelone.

Au début de sa carrière politique, Canalejas se montre partisan d’un État centraliste, opposé à toute idée d’autonomie locale, mais se montre plus ouvert sur ces questions lors de son arrivée à la présidence du gouvernement. Il est ainsi disposé à satisfaire certaines demandes de la Lliga Regionalista catalaniste via la création d’une nouvelle instance régionale qui intègrerait les quatre députations provinciales de Catalogne sous le nom de Mancommunauté de Catalogne (en catalan Mancomunitat ; en castillan Mancomunidad), et qui serait dirigée par l’un des leaders de la Lliga, Enric Prat de la Riba, alors président de la Députation de Barcelone. Pour obtenir le soutien d’une majorité de députés libéraux, Canalejas prononce ce qui sera retenu comme l’un de ses meilleurs discours parlementaires ; malgré tout, 19 députés de son parti, parmi lesquels Segismundo Moret, votent contre le projet. La loi de création de la Mancommunauté de Catalogne est approuvée au Congrès le 5 juin 1912, mais n’est toujours pas ratifiée par le Sénat à la mort de Canalejas, et n’entrant en vigueur qu’à partir de 1913, l’entité se constituant qu’en mars 1914.

#### Protectorat espagnol au Maroc
Canalejas rencontre du succès en abordant le conflit au Maroc en parvenant à assurer en mai 1911 le contrôle de la zone d’influence espagnole avec la prise d’Assilah, de Larache et de Ksar El Kébir, en réponse à la prise de Fès par les Français, ce qui permet d’ouvrir les négociations avec ces derniers concernant l’établissement du protectorat espagnol au Maroc, avec le Royaume-Uni dans le rôle d’intermédiaire. C’est à partir de ce moment que le roi commence à se montrer intéressé et à intervenir dans les questions politiques liées.

#### Novembre 1912: assassinat de Canalejas

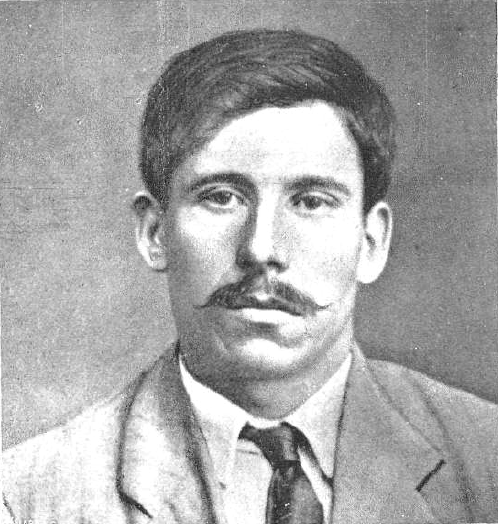
L’anarchiste Manuel Pardiñas, qui assassine Canalejas le 12 de noviembre 1912.

Début novembre 1912, un accord définitif sur le Maroc est conclu avec la France, mais Canalejas ne peut participer à la signature du traité prévue à la fin du mois, étant assassiné le 12 du même mois par un anarchiste à la Puerta del Sol de Madrid.
Sa disparition aura d’importantes répercussions dans la vie politique du pays, car il laisse le Parti libéral, l’une des pièces fondamentales du système de la Restauration, sans leadership ; ce dernier, divisé en de multiples factions, s’avèrera incapable de rebâtir une unité, contribuant à la crise prochaine du régime politique.

### 1913-1915: retour des conservateurs au pouvoir

#### Fractionnement des partis duturno
Après l’assassinat de Canalejas, le libéral Manuel García Prieto devient chef du gouvernement par intérim. Quelques jours plus tard, le roi nomme un autre libéral, Romanones — alors président du Congrès — au poste. Cette décision divise le Parti libéral, surtout après la mort du vieux dirigeant Segismundo Moret : Romanones interprète en effet sa nomination comme une reconnaissance de son leadership sur le parti, ce que conteste Manuel García Prieto, qui fonde l’aile libérale-démocratique de la formation en réaction. C’est précisément le vote des partisans de García Prieto allié à celui des conservateurs qui entraine la chute du gouvernement Romanones en octobre 1913 à la suite du rejet d’une motion de confiance au Sénat.

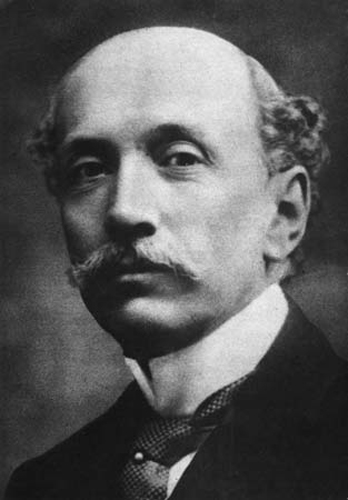
Eduardo Dato, leader d’une faction des conservateurs.

Le roi nomme alors le conservateur Eduardo Dato président du gouvernement, mais son parti se trouve également divisé, son leader Antonio Maura ayant rompu l’accord du turno ; Maura considère qu’après l’assassinat de Canalejas, le roi aurait dû nommer sans tarder un conservateur à la tête de l’exécutif. le 1er janvier 1913, Maura rend public un courrier dans lequel il annonce sa démission comme chef du Parti conservateur et considère indispensable la formation d’un autre parti authentique pour alterner au pouvoir avec les libéraux. L’attitude de Maura occasionne une grande contrariété pour le roi. Il se réunit avec lui le 4 du même mois en lui expliquant qu’en nommant Romanones président du gouvernement il s’en est tenu à la pratique constitutionnelle.
Les critiques de Maura se radicalisent à l’ouverture du Parlement en mai 1913. Il attaque les libéraux et qualifie leur arrivée au pouvoir d’« assaut ». Une partie des conservateurs rassemblés autour d’Eduardo Dato questionne la posture de Maura, ce qui finit par causer une fracture du parti entre mauristes et idóneos « authentiques » (défendant le maintien du turno). Le maurisme s’était constitué comme un nouveau mouvement politique catholique et nationaliste, différencié des partis du turno, mais paradoxalement pas sous la direction de Maura lui-même, plaçant ce dernier dans une position « extrêmement ambigüe ». À plusieurs reprises, les mauristes passeront des accords de coalition avec les mellistes, suiveurs de l’ultra-catholique Juan Vázquez de Mella, dissidents du carlisme, qui cherchent à former un grand parti d’extrême droite, à qui Maura propose même des postes au gouvernement, qui seront refusées,,. Dato parvient à se maintenir au pouvoir pendant deux ans, mais au prix d’un Parlement fermé pendant près de 17 mois ; la fermeture du Parlement sera utilisé fréquemment comme un moyen d’assurer la stabilité gouvernementale par les exécutifs suivants.
À partir de 1913, le système parlementaire entre dans une phase de crise reflétant celle produite au sein des partis dynastiques mêmes, devenus un ensemble de factions opposées rendant plus difficiles les possibilités d’alternance,. Cette configuration décuple la propension du roi à s’imposer comme un arbitre entre ces factions et à intervenir ouvertement dans le jeu politique. Son rôle s’accroit, particulièrement aux yeux de l’Armée, qui le voit comme un intermédiaire privilégié de leurs revendications — un fait légalisé par le gouvernement Dato via l’approbabation au début de 1914 d’un décret par lequel les officiers peuvent s'adresser directement au roi sans être tenus de passer par le ministre de la Guerre et le gouvernement —. Dato soutient que la « grande popularité » du roi parmi les officiers est « un élément de force » pour le système.

#### L’alternative du Parti réformiste

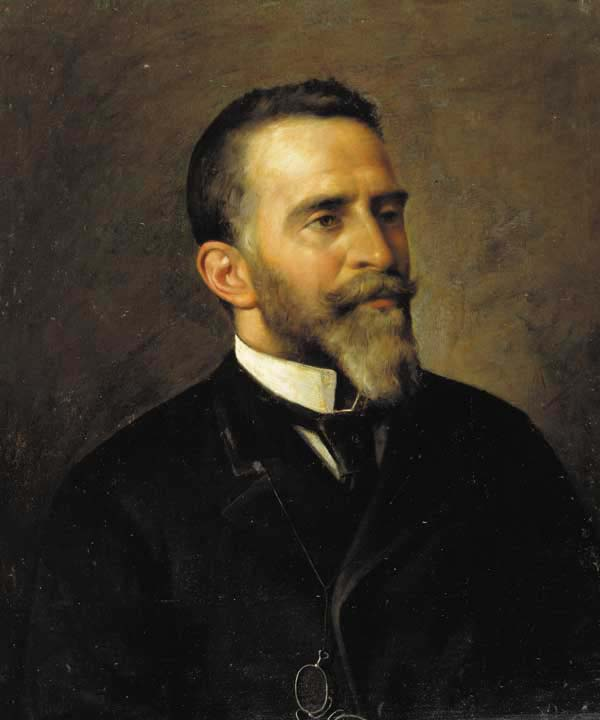
Gumersindo de Azcárate, membre de l’assemblée directive du Parti Réformiste et président de l’.

Le 14 février 1913, sur initiative du président du gouvernement Romanones le roi reçoit trois vétérans intellectuels républicains — dans l’ordre : Gumersindo de Azcárate, membre de la direction du parti et président de l’Institut des réformes sociales (es), Manuel Bartolomé Cossío, directeur du Musée pédagogique national (es) et Santiago Ramón y Cajal, président de la Junta de Ampliación de Estudios (es) et impulseur de la Résidence d'étudiants de Madrid —, fait extraordinaire qui aura une grande répercussion et qui peut être interprété comme un geste d’ouverture vers le nouveau Parti réformiste, deux semaines seulement après l’opposition au système du turno manifestée par Maura. En sortant du Palais royal, Azcárate déclare que la Monarchie a cessé d’être un obstacle au « plein développement d’une politique libérale vigoureuse », bien qu’il ne renonce pas à ses idéaux républicains.

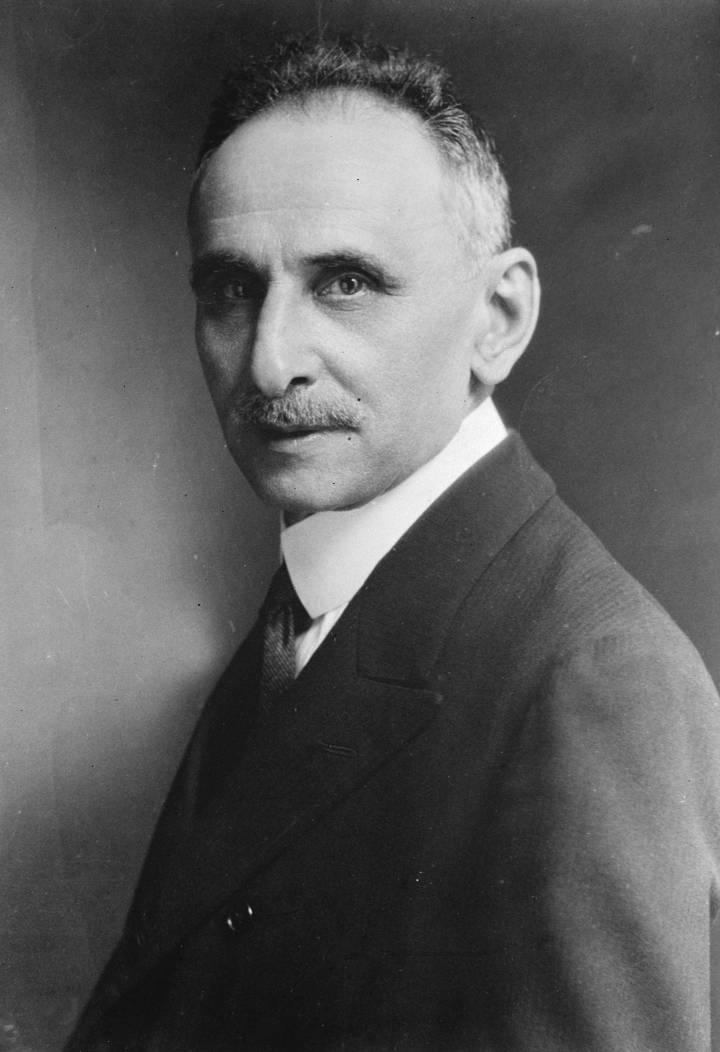
Melquíades Álvarez, leader du Parti réformiste.

Lancé en avril 1912, le Parti réformiste rassemble des républicains attachés à la laïcité et opposés au caciquisme, ayant abandonné la conjonction républicano-socialiste et qui se montrent dorénavant disposés à accepter la Monarchie comme forme de gouvernement accidentelle à condition qu’elle mène une transition vers un système démocratique. Il postule ainsi en tant que parti de gauche du système, après le rejet du turno par Maura,,. Le projet réformiste reçoit dès sa fondation l’appui d’une jeune génération d’intellectuels parmi lesquels José Ortega y Gasset,,, Manuel Azaña, Gabriel Gancedo, Fernando de los Ríos, le marquis de Palomares del Duero, Leopoldo Palacios, Manuel García Morente, Constancio Bernaldo de Quirós et Agustín Viñuales.
En dépit de l’opposition des socialistes, les réformistes cautionnent l’idée que, le vieux système du turno semblant balayé, il est à présent possible de défendre une véritable démocratisation du système de l’intérieur avec le concours de la Couronne.

## 1914-1923: Crise de la Restauration

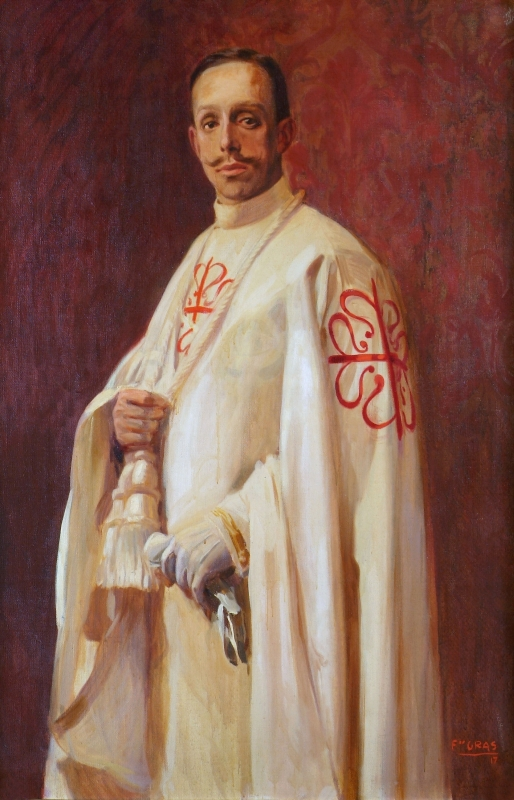
Portrait d’Alphonse XIII portant l’habit de l’Ordre de Calatrava (1917).

Autour de 1914, le régime de la Restauration entre dans une grave crise.
Le système de partis qui s'est avéré stable jusqu'alors est miné par la fragmentation interne des partis et débouche sur une grande instabilité politique.
Bien que l’Espagne reste neutre au cours de la Première guerre mondiale, le conflit ne reste pas sans conséquence, sur le plan économique notamment. À partir de 1917, la crise explose, marquée par les conflits sociaux, le retour de l’Armée dans le jeu politique et l’importance croissante du catalanisme. Le système perdure dès lors « non par sa force propre, mais en exploitant les conflits entre les postulants à sa régénération », dont l’échec « fut crucial, car la monarchie parlementaire n’était plus en mesure de se renouveler suivant les procédés d'un gouvernement démocratique efficace ».
Une évolution fondamentale s’est produite au sein des forces armées. Si au cours des décennies précédant la Restauration les militaires sont intervenus activement dans la vie politique et les grands changements politiques, ils l'ont fait en tant que partie prenante du débat dans le pays, toujours en faveur de tel ou tel parti ou groupe politique. Au début du régime, la majorité des chefs militaires étaient des libéraux démocrates. Au cours de la Restauration néanmoins, les classes ouvrières développent un fort sentiment antimilitariste, alimenté par la militarisation de l’ordre public. L’Armée se trouve dans un premier temps exclue du débat public et donne l’image d’une institution anachronique. Sa mentalité devient corporatiste — bien qu’elle se considère simultanément comme garante de la nation, en opposition avec la classe et le système politique corrompus — et conservatrice.
La dégradation du climat intérieur s’accentue jusqu’en 1923, où un coup d'État débouche sur la dictature de Primo de Rivera et la suspension du régime constitutionnel qui ne sera jamais pleinement rétabli.

### Début de crise et conséquences de la Grande Guerre
Selon l’historien Manuel Suárez Cortina, « les effets sociaux et politiques de la guerre représentèrent un facteur décisif dans la crise définitive du système parlementaire tel qu’il fonctionnait depuis 1875. Le manque d’aliments, la dislocation économique, la misère sociale, la précarité et l’inflation stimulèrent le réveil politique et le militantisme idéologique des masses. Dans ces conditions, la modalité clientélaire et caciquiste de la politique espagnole se décomposa. Après la guerre il ne fut plus possible de restaurer le vieil ordre ».
Pour sa part, l’historienne Ángeles Barrio relativise l’impact de la guerre car le système biparti de la Restauration est déjà très affaibli au début du conflit ; celui-ci contribue seulement à accélérer la dégradation de la situation, avec un régime dont l’impopularité croît continuellement et une société réclamant de plus en plus ouvertement la fin d’un vieux système qui n’autorise qu’une représentation électorale étriquée, seul moyen pour lui d’assurer une certaine stabilité des gouvernements successifs pour faire face à la fragmentation progressive des groupes parlementaires et des forces politiques du pays.
L’hispaniste Raymond Carr note ainsi que dès « 1913, Maura avait cessé d’être le dirigeant d’un parti et était devenu le chef d’un mouvement, le maurisme » qui « attira la jeunesse conservatrice, spécialement les étudiants et se consacra à dénigrer le "traître" Dato et ses complices comme des "oligarques" qui sacrifient le principe conservateur au pouvoir », « dégénéra en un "maurisme de rue" » et « fut le premier signe d’un phénomène inquiétant : l’apparition de mouvements juvéniles assez violents ».

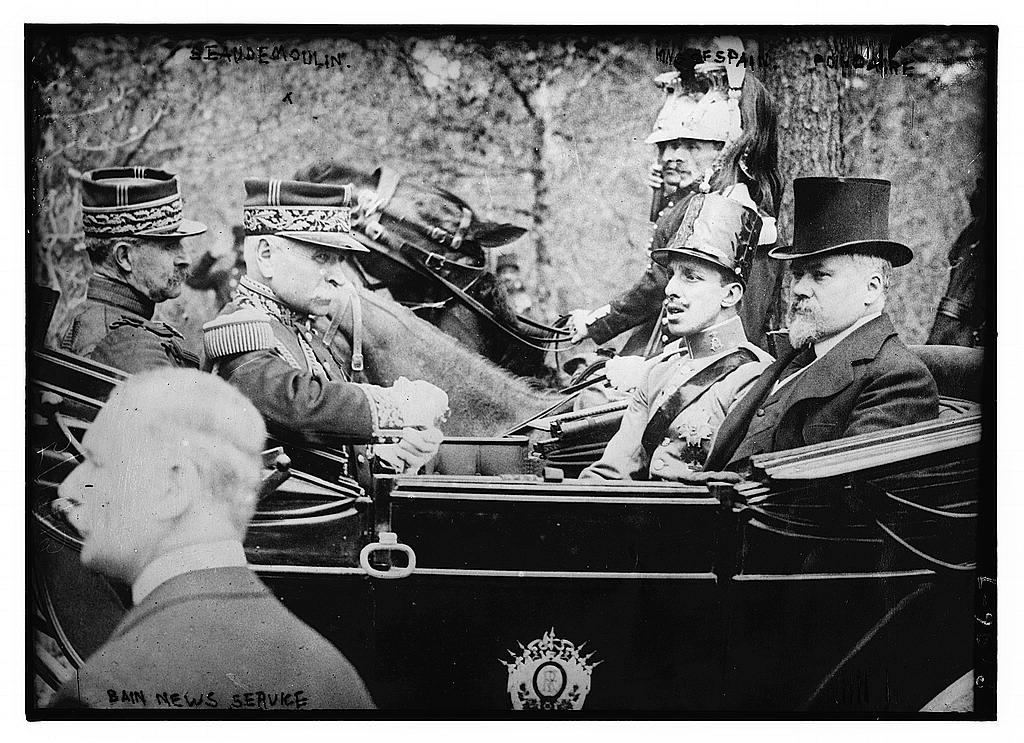
Alfonso XIII en visite à Paris en 1913, un an après le début de la Première Guerre mondiale, au côté du président de la Troisième République française Raymond Poincaré.

Lorsqu’éclate la Grande Guerre en aout 1914, le gouvernement conservateur d’Eduardo Dato choisit de maintenir l’Espagne neutre car, selon son avis, celui du roi et celui majoritaire au sein de la classe dirigeante, le pays manque à la fois de moyens et de raisons de participer au conflit, un choix qui suscite peu d’oppositions,,,. L’Espagne est un État de second rang, qui manque de la puissance économique et militaire suffisante pour représenter un allié utile pour l’un des deux camps en conflit. Dato redoute la ruine que représenterait une entrée en guerre et craint d’alimenter davantage les risques de guerre civile dans un contexte où le pays se trouve embourbé dans la Guerre du Rif au Maroc, source de grande impopularité pour le régime.
La guerre entraine toutefois la division de la classe politique entre, d’une part, les conservateurs appuyés par les officiers militaires favorables à l’autoritarisme incarné par l’Allemagne et d’autre part la gauche et les intellectuels qui s’affirment en défenseurs la civilisation contre la barbarie, et incarnent la décadence selon les premiers.
La neutralité permet une certaine prospérité économique et l’accélération du processus de modernisation économique et sociale timidement entrepris au début du siècle, avec une augmentation considérable de la production industrielle à laquelle s’ouvrent les nouveaux marchés des pays belligérants notamment. Cependant, l’inflation explose avec le conflit, les salaires ne suivent pas et certains produits de première nécessité comme le pain viennent à manquer, entrainant des émeutes dans les villes et une augmentation de la conflictualité laborale menée par les deux grands syndicats, la CNT et l’UGT, qui réclament des hausses de salaires. Une fois la guerre terminée toutefois, les bénéfices de la neutralité « s’évanouissent », la situation économique se dégrade rapidement avec un taux de chômage qui explose.

#### 1915-1917: Retour des libéraux au pouvoir et augmentation des conflits sociaux

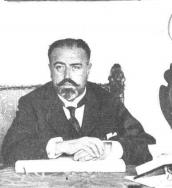
Santiago Alba, ministre du Budget du gouvernement du comte de Romanones, échoue dans sa tentative de créer un impôt extraordinaire sur les bénéfices liés à la guerre.

Suivant les usages du régime, en décembre 1915 le libéral Romanones succède au conservateur Dato à la tête du gouvernement. Il obtient une large majorité aux élections parlementaires d’avril suivant grâce à un accord avec Dato dans la répartition des sièges dans lequel il fait preuve d’une grande habileté, permettant de satisfaire l’ensemble de factions toujours plus nombreuses existant au sein des deux partis dynastiques. Le libéral régénérationniste Santiago Alba, ministre du Budget, propose en juin 1916 la création d’un impot extraordinaire sur les bénéfices de la guerre afin de financer un grand programme de travaux publics, qui rencontre l’opposition du patronat et du leader catalaniste Francesc Cambó. Romanones n’appuie pas la mise en place de la mesure, qui est finalement abandonnée.
Le gouvernement de Romanones doit faire face à des conflits sociaux de plus en plus exacerbés, les syndicats de travailleurs de plus en plus consolidés recourant fréquemment à des mouvements de grève massivement suivis et qui dégénèrent parfois en émeutes, pour protester contre l’inflation galopante qui se traduit par une importante dégradation du pouvoir d’achat.
Lors de leurs congrès respectifs tenus en mai 1916, l’UGT et la CNT défendent l’idée d’un accord afin de mener des actions communes, qui se concrétise dans le pacte de Saragosse signé le mois suivant. La réponse du gouvernement est d’ordonner la détention de ses signataires, ce qui n’empêche pas les deux syndicats de convoquer une grève générale dans toute l'Espagne pour le 18 décembre suivant afin de protester contre l'augmentation des prix et les manques d’approvisionnement. La grève est un succès, si bien que les deux organisations décident en mars suivant d’en préparer une autre, cette fois indéfinie et avec une claire visée révolutionnaire, prétendant transformer en profondeur les structures politique et économique du pays.
En avril 1917, un mois après la révolution de Février qui provoque la chute du tsarisme en Russie, le gouvernement libéral de Romanones tombe car il perd l’appui du roi et d’une partie de son parti, plutôt favorables la Triple Alliance, à la suite de son rapprochement des forces alliées après l'attaque de navires marchands espagnols par les sous-marins allemands,. Manuel García Prieto, un autre libéral, considéré plus proche des empires centraux, lui succède à la tête de l’exécutif, mais son gouvernement ne dure que trois mois à cause d’une grave crise provoquée par le lobby militaire,.

### Crise de 1917
En 1917, à la faveur de la crise sociale et économique, le problème militaire — demeuré latent jusqu’alors — revient au premier plan de la vie politique. Depuis les débuts de la Restauration, l’Armée des lanceurs de pronunciamientos politiquement engagés pour la nation derrière leurs généraux s’est peu à peu transformée en une Institution immobiliste, « sédentaire et bureaucratique » dans laquelle les officiers sur-représentés sont avant tout préoccupés de leurs intérêts propres et représentent un surcoût pour l’État qui s’avère incapable de mener des réformes d’envergure en la matière.
« La crise de 1917 démontra, de plus, que le régime canoviste était un instrument obsolète et inopérant, que les partis catalaniste et socialiste avaient atteint l’âge de majorité et que tous deux étaient décidés à intervenir de façon active et décisive dans la politique nationale ».

#### Les Juntes de défense
En 1917, le régime constitutionnel de la Restauration connait la pire crise depuis ses origines, qui trouve son déclencheur dans le mouvement des Juntes de défense formées en 1916. Il s’agit d’organisations corporatives de militaires en poste dans la Péninsule réclamant des augmentations de salaire — l’inflation affectant également les officiers — et protestant contre les rapides promotions obtenues pour mérites de guerre de ceux participant à la guerre en Afrique du Nord.

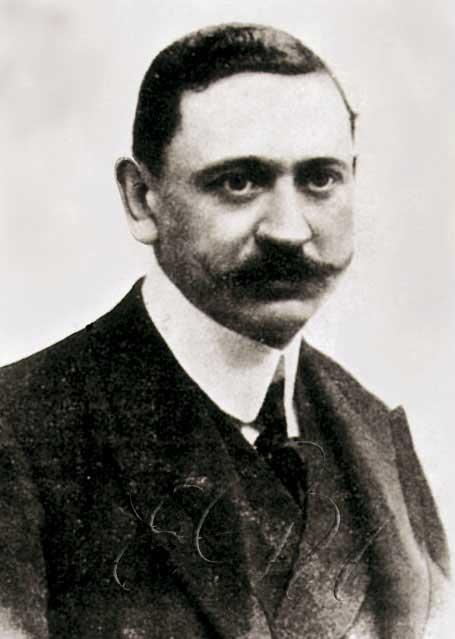
Manuel García Prieto, président du gouvernement qui s’oppose à la légalisation des Juntes de défense mais se voit contraint à démissionner par manque d’appui du roi Alphonse XIII.

Les juntes exigent leur reconnaissance légale contre l’avis du gouvernement. En avril 1917, le général Aguilera Egea, ministre de la Guerre du nouveau gouvernement García Prieto, ordonne leur dissolution. La tension s’accroit tout au long du mois de mai, jusqu’à la remise, le 1er juin suivant, d’un document de la Junte de défense de Barcelone au capitaine général de Catalogne qui exige la mise en liberté des officiers détenus en raison de leur appartenance aux juntes et menace d’entrer en désobéissance si leurs revendications sont refusées.
Le roi se prononce en faveur des Juntes, discréditant ainsi son ministre, et oblige le gouvernement à démissionner, le conservateur Dato succédant au libéral García Prieto,. Dato suspend les garanties constitutionnelles, censure la presse, accepte les conditions de Juntes de défense et ferme le Parlement quelques jours plus tard, reproduisant une situation similaire à celle qui avait fait suite aux incidents du ¡Cu-Cut! en 1905-1906 et l'approbation de la Ley de Jurisdicciones,.
Cet épisode illustre une évolution du régime, le rôle des partis dans l’initiative politique s’atténuant au profit du pouvoir royal et des garnisons militaires. Il marque un point de non-retour : jusqu’au coup d'État de Primo de Rivera en 1923, on dénombre 14 crises de gouvernement, les élections générales sont convoquées à 4 reprises, trois présidents du Conseil des ministres chutent sous la pression directe des militaires, et les espoirs d’une régénération du système de l’intérieur s'évanouissent. Le roi cède au prétorianisme : pour contrer les protestations sociales, il recourt à la militarisation de l’ordre public, laissé aux mains d’une Armée devenue corporatiste.

##### L’Assemblée de parlementaires
Fin mai 1917, les républicains menés par Alejandro Lerroux organisent un grand meeting pro-alliés aux arènes de Madrid, rejoints par le Parti réformiste de Melquíades Álvarez et avec la participation à titre individuel du dirigeant socialiste Andrés Ovejero. Les intervenants demandent une réforme de la Constitution de 1876 pour qu'elle devienne pleinement démocratique, reprenant les exigences classiques du républicanisme. Peu après le PSOE s’associe à ces demandes, renouvelant ainsi l’alliance républicano-socialiste survenue après la crise de la Semaine tragique de 1909 ; on s’accorde sur la date du 14 juin pour la formation d’un gouvernement provisoire qui convoquerait des élections à l'Assemblée constituante,.
Dans ce contexte de crise politique, le leader catalaniste Francesc Cambó prend l’initiative. Le 5 juillet il réunit à la mairie de Barcelone tous les parlementaires catalans — bien que 13 députés monarchistes abandonnent immédiatement la réunion — qui réaffirment la volonté de constituer la Catalogne en région autonome, droit qui pourrait s’étendre à d'autres régions, et exigent la réouverture du Parlement avec une fonction constituante. En cas de refus du gouvernement Dato, ils menacent d’appeler l’ensemble des députés et sénateurs espagnols pour célébrer une assemblée le 19 juillet à Barcelone.
Le gouvernement, appuyé par la presse conservatrice, tente de discréditer le mouvement en le présentant comme « séparatiste » et « révolutionnaire ». Finalement, Antonio Maura ne se rend pas à Barcelone contrairement aux attentes de Cambó, et ne participent que les députés de la Lliga, les républicains, les réformistes de Melquíades Álvarez et le socialiste Pablo Iglesias. Ils approuvent la formation d’un gouvernement qui « incarne et représente la volonté souveraine du pays » et organiserait des élections à assemblée constituante afin de conduire non seulement une réforme de la Constitution mais aussi de l’autonomie municipale, de la défense nationale, de l’éducation, de la justice et de la gestion des problématiques économiques et sociales. L'assemblée est dissoute par ordre du gouverneur civil de Barcelone, tous les participants sont arrêtés par la police mais remis en liberté très rapidement. Ils conviennent de convoquer une nouvelle réunion le 16 aout, mais celle-ci n’aura finalement pas lieu à cause d’une grève générale lancée par les socialistes.

##### La grève générale révolutionnaire
Le 19 juillet, c’est-à-dire le même jour où se réunit l’Assemblée des parlementaires à Barcelone, les cheminots de Valence lancent un grève. Deux jours plus tard, le capitaine général de Valence déclare l’état d’exception et la Compagnie de chemins de fer du Nord de l’Espagne refuse de réintégrer les travailleurs renvoyés. La Fédération nationale des cheminots menace de convoquer une grève générale dans toute l'Espagne le 10 août si l’entreprise ne fait pas marche arrière, et met finalement sa menace à exécution. À ce moment, l’UGT et le PSOE décident d’apporter leur soutien aux cheminots et de lier le mouvement social entamé avec la grève générale en gestation depuis le mois de mars, et publient le 12 aout 1917 un manifeste dans lequel ils réclament la constitution d’un gouvernement provisoire qui prépare la célébration d’élections à assemblée constituante. La CNT, suivant son idéologie « apolitique », reste en marge.
Selon une interprétation parfois contestée, le gouvernement Dato aurait voulu déclencher volontairement la grève par provocation, cherchant à en faire un affrontement effrayant pour les classes conservatrices, lui permettant ainsi de se présenter comme le sauveur de l'Espagne,,.

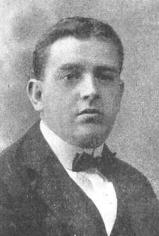
Andrés Saborit Colomer, membre du Comité de grève, arrêté et condamné à la prison à perpétuété, il est gracié après avoir été élu député pour le PSOE aux élections générales de 1918.

La grève est un échec. Elle ne rencontre d’écho qu’à Madrid, Barcelone, Valence et dans les centres industriels du nord du pays (au Pays basque, à Santander et dans les Asturies). Elle reste sans impact dans les campagnes, avec quoi le mouvement aurait été plus difficile à réprimer. Les syndicats catholiques condamnent le mouvement et des jeunes monarchistes se proposent volontairement pour que les services publics continuent de fonctionner. Décevant les attentes des socialistes et de certains révolutionnaires, qui escomptent un appui des soldats comme dans les soviets de la Révolution de Février, les Juntes de défense se rangent du côté de l’ordre et l’Armée participe pleinement à la répression du mouvement, suivant les ordres reçus,. La grève ne peut pas non plus compter sur l’Assemblée des parlementaires, dont les membres se dispersent après sa dissolution par le gouvernement.
Le bilan final de la répression de la grève fait état de 71 morts, 200 blessés et plus de 2 000 détenus, parmi lesquels les membres du comité de grève (Julián Besteiro et Andrés Saborit pour el PSOE, Francisco Largo Caballero et Daniel Anguiano pour l’UGT). Lors des deux mois suivants, les détenus sont soumis à plusieurs conseils de guerre. Celui du comité de grève se tient le 28 septembre et les 4 socialistes sont condamnés à la prison à perpétuité. L’année suivante ils seront élus députés pour le PSOE aux élections générales.
À la suite de l’échec des mouvements révolutionnaires de 1917, les catalanistes, les réformistes et même les radicaux font marche arrière et consentent dès lors à collaborer avec la couronne, l’union des républicains et socialistes comme celle des mouvements ouvriers disparaissent, et le régime bénéficie d’une accalmie qui va se prolonger pendant 6 ans environ.

### Sortie de crise

#### 1917-1918: gouvernements de concentration et retour auturno pacífico

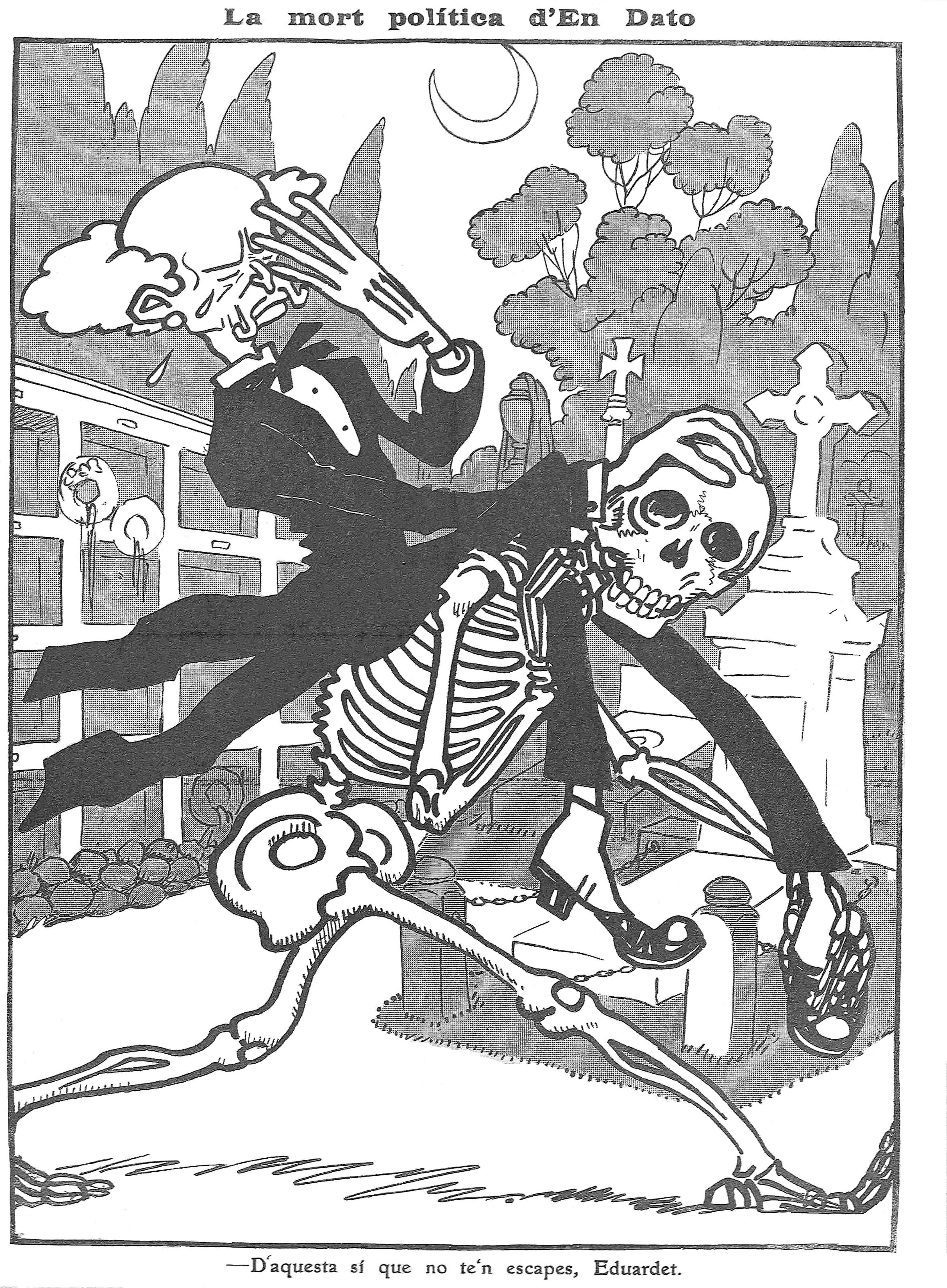
Caricature d’Eduardo Dato publiée dans La Campana de Gràcia de Barcelone après la crise de l’été 1917, intitulée La Mort politique de M Dato.

Après la grève d’aout, les Juntes de défense font pression sur le gouvernement et obtiennent sa démission en octobre, confirmant le glissement prétorien de la politique espagnole.
Le 30 aout, l’Assemblée de parlementaires réunie à l’Athénée de Madrid et présidée par Cambó fait pression pour que les institutions cessent de recourir au turno, principe d’alternance entre deux partis établi depuis le Pacte du Pardo en 1885, reposant sur des élections largement manipulées par le système. Le même jour, Cambó s’entretient avec le roi et lui propose la formation d’un gouvernement ouvert afin de garantir la tenue d’élections exemptes de fraude. Après avoir reçu l’accord du roi, il rejoint les parlementaires et tous conviennent de désigner deux ministres du futur exécutif, Joan Ventosa i Calvell de la Lliga et Felip Rodés, un autre catalan, membre du Parti réformiste.
Le 1er novembre 1917, pour la première fois dans l’histoire de la Restauration, est formé un gouvernement de concentration rassemblant des membres issus du Parti conservateur, du Parti libéral et de la Lliga, préside par García Prieto. Certaines factions des partis dynastiques sont néanmoins exclues : les partisans de Dato côté conservateur, ce dernier continuant à défendre la validité du turno, et les suiveurs de Santiago Alba côté libéral, qui refuse de participer à cause de la présence de l’aile droite conservatrice menée par de la Cierva. Le gouvernement convoque des élections générales pour février 1918, présentées comme exemptes de corruption mais qui confirment en réalité la corruption du régime, qui recourt aux réseaux de caciques et à d’autres méthodes contestées toujours à la faveur des partis dynastiques,.
Le Congrès des députés résultant de ces élections rassemble 95 conservateurs, 70 libéraux partisans de García Prieto, 54 libéraux issus d’autres factions, 20 de la Lliga, 7 du PNV — qui y obtient une représentation pour la première fois — et 6 socialistes — contre un seul député lors du scrutin antérieur —. Le réformiste Melquíades Álvarez et le républicain Alejandro Lerroux ne parviennent pas à être élus. Aucun groupe ne disposant d’une claire majorité, cette assemblée se révèle ingouvernable. Cambó considère ces résultats comme « désastre » et un « déshonneur », et une démonstration qu’avec les partis dynastiques il est impossible de « créer un pouvoir parlementaire fort et prestigieux qui soit la base et le fondement de tous les autres pouvoirs constitutionnels ».
Le gouvernement dit « de concentration » ne dure que quelques mois. De la Cierva mène sa propre politique, en soutien des revendications des Juntes de défense, provoquant la désaffection des autres factions libérales envers García Prieto. Lorsque ce dernier présente sa démission, les juntes l'obligent à rester au pouvoir. C’est finalement la grève des fonctionnaires, qui forment leurs propres groupes de pression en imitation des juntes militaires, qui met un terme au gouvernement. García Prieto décrète la dissolution du corps de Courriers et télégraphes, celui qui a commencé la grève, tandis que les militaires menacent de l’établissement d’un gouvernement présidé par de la Cierva. Le roi charge alors le comte de Romanones de réunir les chefs des différentes factions libérales et conservatrices pour trouver une issue.
Cette réunion se tient dans la soirée du 20 mars 1918 au palais d’Orient en présence du roi et de Cambó. Alphonse XIII menace d’abdiquer si sa demande de former un nouveau gouvernement de concentration présidé par le conservateur Antonio Maura est refusée,.

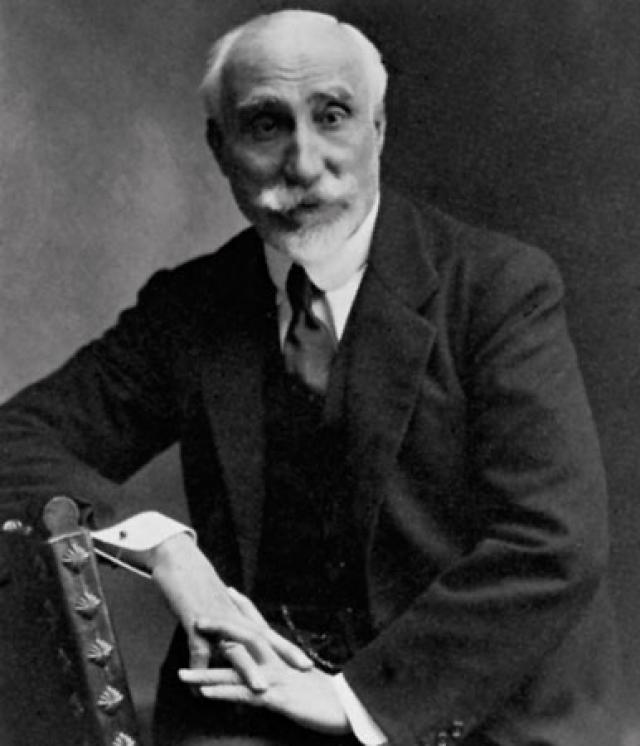
Antonio Maura, président du « gouvernement national » de 1918.

C’est ainsi qu’est formé le dénommé « gouvernement national » qui rassemble tous les chefs des factions dynastiques — Romanones, Alba, García Prieto pour les libéraux ; Dato, de la Cierva et Maura pour les conservateurs —, ainsi que le leader catalaniste Francesc Cambó. L’une des premières mesures prise par le nouveau gouvernement est de concéder une amnistie aux leaders socialistes emprisonnés, qui peuvent ainsi occuper leurs sièges au Parlement. Le règlement du Congrès est également réformé, avec l’instauration d’un délai maximal de prise de parole (aussi dit « guillotine ») pour agiliser les débats. Une réforme du statut des fonctionnaires est également approuvée afin de garantir la stabilité de certains postes, auparavant soumis à l’arbitraire du pouvoir politique, et des critères de promotion basés sur l’ancienneté. Cependant, le gouvernement échoue à l’heure d’approuver le budget de l’État et Maura présente sa démission au roi en novembre 1918, mettant en évidence la persistence de querelles intestines qui paralysent l’exercice du pouvoir.
Après l’échec des deux tentatives de gouvernements de concentration, on en revient au turno, l’alternance classique entre libéraux et conservateurs, qui se rapproche désormais davantage d’une alternance entre factions des deux partis fragmentés ; toutefois, au cours des deux ans et demi suivants, sept gouvernements différents vont se succéder et aucune stabilité n’est atteinte, révélant l’incapacité du système à se transformer. Selon l’historien Santos Juliá, « Rarement on aura vu une classe politique aussi convaincue de la nécessité de réformes drastiques dans les lois et dans les pratiques politiques et aussi incapable de les mener à bien […]. Les politiques de la Restauration avaient diagnostiqué mille fois que le caciquisme était le mal, mais ils ne savaient pas comment gouverner en se passant de leurs caciquats ».
À partir de 1918, les élections se rapprochent quelque peu de la situation politique réelle et s’avèrent moins facilement controlables par le pouvoir mais demeurent loin d’une situation démocratique normale. Depuis 1914, les budgets de l’État sont tous prorogés, aucune majorité n’ayant pu les approuver. Plus aucun grand parti de gouvernement ne semble exister et une crise politique majeure semble inéluctable, faisant craindre une intervention de l'Armée, face à une situation qui semble intenable.

#### La question régionale

##### Campagne en faveur de l’autonomie en Catalogne
Le 10 novembre 1918, un gouvernement libéral présidé par García Prieto succède au gouvernement national de Maura, avec Santiago Alba au Budget. Il doit faire face à une crise des denrées de subsistance due à la montée des prix, mais les réformes qu'Alba prétend introduire rencontrent de nouveau la résistance des secteurs industriels qui avaient bénéficié de la neutralité de l’Espagne dans la Grande Guerre, alors que la tension augmente dans la rue où d’importantes manifestations ont lieu. Néanmoins, c’est finalement la pression de la Lliga, qui réclame un statut d’autonomie pour la Catalogne, qui provoque la chute du gouvernement, un mois seulement après sa constitution. Le roi charge alors Romanones de former un nouveau gouvernement, avec comme tâche primordiale celle de conduire de façon plus apaisée le processus d’autonomisation régionale,.

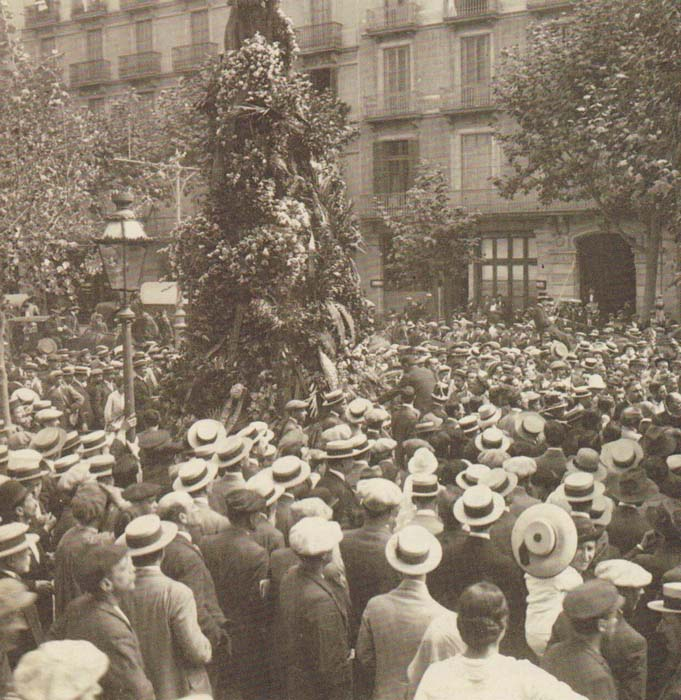
Hommage à Rafael Casanova i Comes lors de Fête nationale de la Catalogne en 1914.

Après l’échec de sa participation au gouvernement d’union de Maura, la Lliga Regionalista menée par Cambó lance une campagne pour défendre une « autonomie intégrale » pour la Catalogne, qui bouleverse la scène politique espagnole. Selon le témoignage de Cambó, il prend cette initiative après y avoir été encouragé par le roi lui-même, à la suite d’un entretien tenu le 15 novembre 1918, afin, selon ce dernier, de « distraire les masses [de Catalogne] de toute intention révolutionnaire » et renforcer leur adhésion à la Monarchie. En effet, seule la Lliga semble alors en mesure de dissuader les masses de Catalogne de plonger dans un processus révolutionnaire qui semble imminent, à l’imitation de ceux de Russie et d’Allemagne.
Cambó considère que « l’heure de la Catalogne est arrivée ». Le 28 novembre, le président de la Mancommunauté de Catalogne Josep Puig i Cadafalch et les parlementaires catalans font parvenir au président du gouvernement García Prieto un projet de bases pour un statut d’autonomie catalan comptant avec le soutien de 98 % de la population de la région représentée par ses conseils municipaux. Le gouvernement est divisé face à ce projet et, ne parvenant pas à un accord sur la question de savoir s’il fallait mener des négociations ou non à son sujet, démissionne à peine un mois après avoir été formé. Le roi nomme alors Romanones chef du gouvernement afin de parvenir à un compromis.
L’éventualité de la concession d’un statut d’autonomie à la Catalogne provoque la réaction des secteurs nationalistes espagnols qui déploient une campagne anticatalaniste faite de lieux communs et de stéréotypes sur la région et ses habitants, similaires aux clichés antisémites utilisés en Allemagne au même moment, et parviennent à mobiliser des dizaines de milliers de personnes dans plusieurs grandes villes du pays, notamment Madrid.

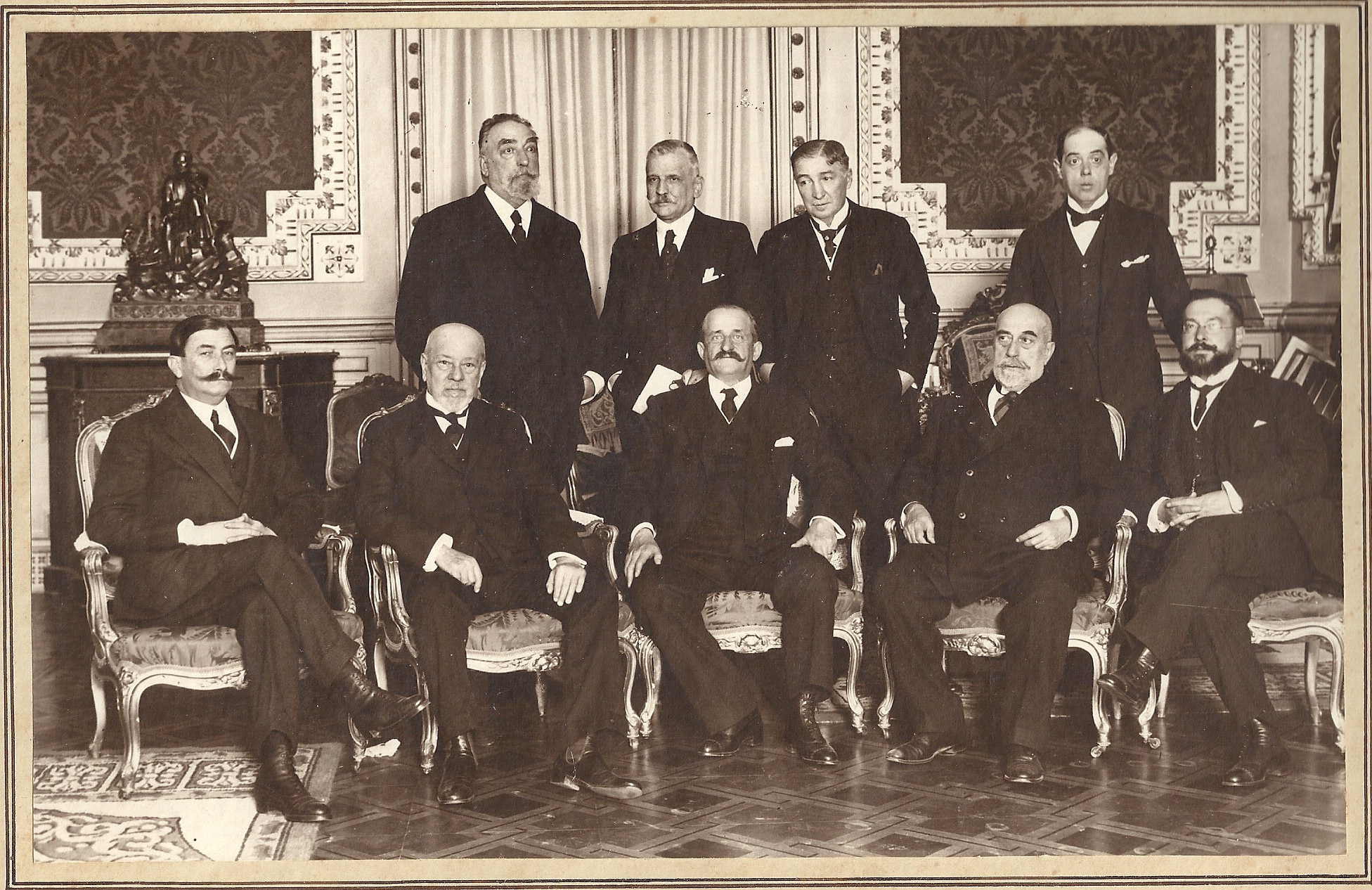
Le comte de Romanones, entouré de son gouvernement.

Le 2 décembre 1918, lendemain de la formation du gouvernement Romanones, les députations provinciales de Castille, réunies à Burgos, répondent aux prétentions catalanes avec un « Message de Castille », texte qu’ils font parvenir au Parlement espagnol dans lequel ils défendent l’unité nationale espagnole et s’opposent à toute concession d’une autonomie politique à une région, qui à leur sens entamerait la souveraineté espagnole — ils lancent également un appel au boycot des industries catalanes —. Ils se montrent également opposés à la coofficialité du catalan, qu’ils nomment « dialecte régional ». Le lendemain, la une du journal El Norte de Castilla est intitulée « Face au problème présenté par le nationalisme catalan, la Castille affirme la nation espagnole ». Il dénonce également la contamination supposée de la campagne séparatiste aux provinces basques. Pour sa part, la députation provinciale de Saragosse réclame une mancommunauté pour l’Aragon, tout en établissant clairement que ses aspirations ne doivent pas être confondues avec celles des catalanistes et prétendent pas remettre en cause l’« intangibilité de la patrie ». Ce n’est qu’au Pays basque et en Galice — et dans une bien moindre mesure au Pays valencien, à Majorque et en Andalousie — qu’on remarque des manifestations de soutien aux nationalistes catalans.
Le 6 décembre, les présidents de députations provinciales font parvenir au président du gouvernement et au roi un manifeste opposé à l’autonomie de la Catalogne. Ce dernier, qui avait encouragé Cambó à présenter un projet de statut d’autonomie quelques jours auparavant, se montre alors solidaire des « gestes patriotiques des provinces castillanes » et les pousse à poursuivre dans cette voie. Le 9 décembre, veille du jour prévu pour le débat autour du projet de statut d’autonomie au Congrès, environ cent mille personnes descendent dans les rues de Madrid en défense de l’« unité de l’Espagne » et contre le projet de statut pour la Catalogne. Lors du débat parlementaire qui se tient au cours des deux jours suivants, le porte-parole des libéraux — alors à la tête du gouvernement — accuse Cambó de vouloir être à la fois le Simón Bolívar de la Catalogne et le Otto von Bismarck de l’Espagne, et le leader conservateur Antonio Maura s’oppose également à l’autonomie catalane, dans une intervention très applaudie par les députés des deux partis dynastiques, y compris le président du gouvernement Romanones. Le jour même de l’intervention de Maura, Cambó écrit une lettre au roi pour prendre congé de lui, l’informer du retrait de la grande majorité des parlementaires catalans de leurs assemblées respectives en signe de protestation contre le rejet du statut d’autonomie et confie : « en écrivant ces lignes je passe le moment le plus amer de ma vie » ; ce geste fut très mal reçu par les partis dynastiques.
Revenu à Barcelone, Cambó lance un nouveau slogan « Monarchie ? République ? Catalogne ! » lors d’un meeting, message clair signifiant que l’autonomie doit dès lors être la prorité des Catalans, et que le régime politique en vigueur en Espagne n’a plus qu’un caractère incidentiel. Il déclare à un journaliste son refus de participer à tout gouvernement sans obtenir au préalable les pleines garanties concernant la mise en place de l’autonomie,.
Romanones convoque une commission extraparlementaire, dirigée par Maura, pour rédiger une proposition qui serait présentée au Parlement. Celle-ci élabore un projet de statut très réduit, qui élimine même certaines compétences déjà exercée par la Mancommunauté, si bien qu’elle se révèle inacceptable pour les députés catalans, revenus au Congrès des députés fin janvier 1919. Cambó demande alors la célébration d’un plébiscite en Catalogne sur la mise en place d’un statut d’autonomie, mais les députés des partis dynastiques, parmi lesquels Alfons Sala, président du nouveau parti Union monarchiste nationale, font durer les débats et la proposition n’est jamais discutée. Le gouvernement et le roi retirent leur appui à toute velléité autonomiste, et même à la commission extraparlementaire, à cause de pressions exercées par les militaires de la garnison de Barcelone et des violents affrontements survenus entre les membres de la formation espagnoliste Liga Patriótica Española et les indépendantistes de l’ancien lieutenant-colonel Francesc Macià. Les graves troubles sociaux faisant suite de la Grève de la Canadiense commencée en février 1919 à Barcelone enterre définitivemet le projet et la question de l’autonomie passe au second plan des préoccupations des classes dirigeantes catalanes. Profitant de la crise, le gouvernement ferme le Parlement le 27 février.
L’échec de la Lliga favorise l’apparition d’autres groupes catalanistes plus radicaux comme la Federació Democràtica Nacionalista de Macià, qui deviendra Estat Català, le Partit Republicà Català de Lluís Companys et Marcelino Domingo, et l’Unió Socialista de Catalunya.

##### Essor du nationalisme basque

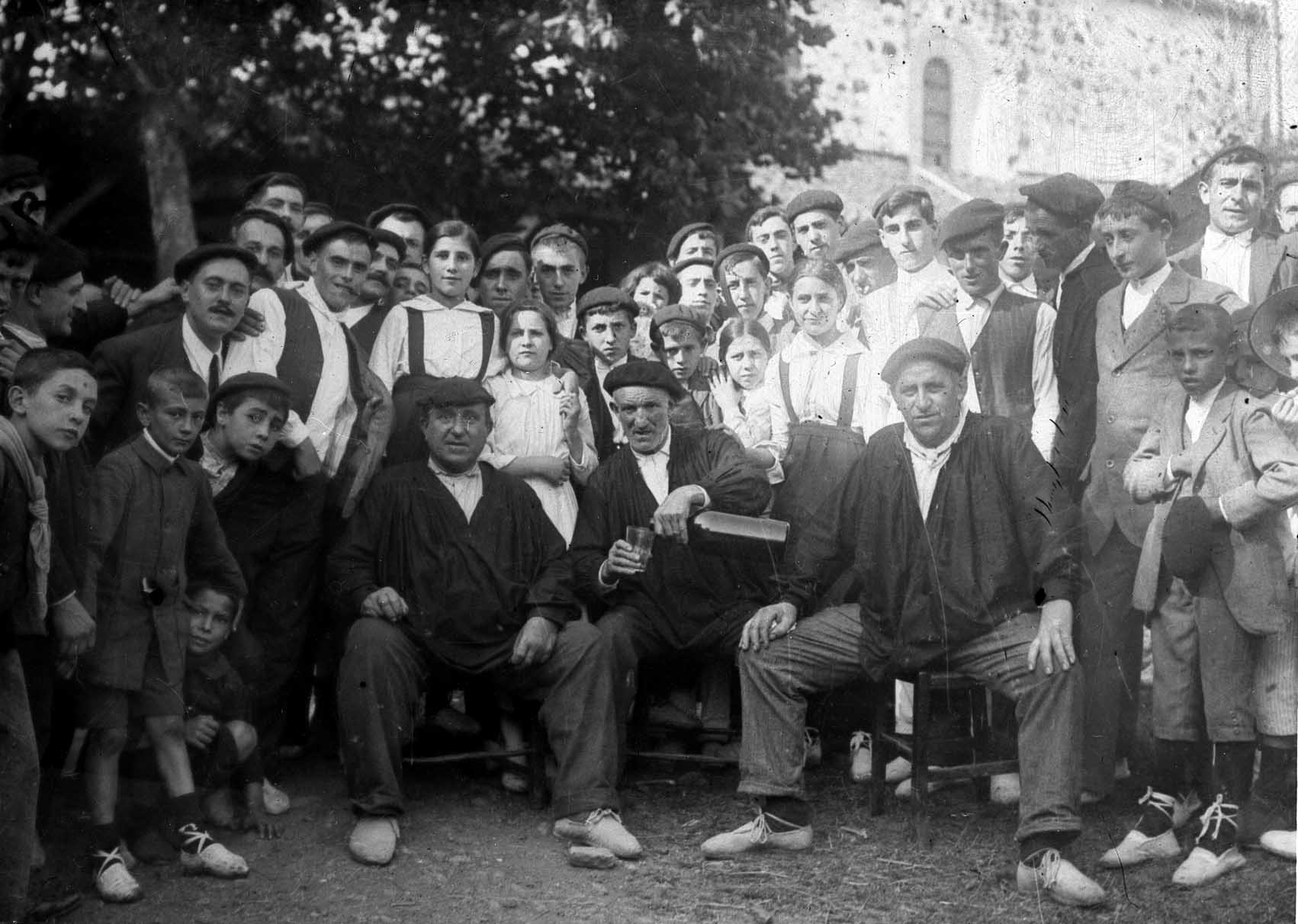
Reunion de bertsolaris, parmi lesquels se trouve le célèbre Txirrita, à Arrate dans le Guipuscoa en 1915.

Au Pays basque et en Navarre, la campagne pour l’autonomie catalane de 1918-1919 remporte un large soutien auprès du nationalisme basque, dont les aspirations rejoignent les siennes et qui devient un allié de choix. Le nationalisme basque vit alors son plus grand essor depuis le début de la Restauration et devient populaire dans toutes les classes de la population. En 1918, il triomphe dans les élections où il devient hégémonique en Biscaye, fief traditionnel du PNV (présent sous le nom de « Communion nationaliste basque », CNV ), et remplace les partis dynastiques jusqu’alors dominants en faisant lui aussi de l’autonomie sa principale revendication. Fort de ce succès, les trois députations provinciales basques, à l’initiative de la Biscaye, demandent la récupération des fors traditionnels, ou une large autonomie basée sur ces derniers ; la demande est présentée le 8 novembre au Parlement par les députés du PNV mais est rejetée,.
Le 15 décembre 1918, l’Assemblée des municipalités de Biscaye se réunit à la mairie de Bilbao mais se solde par une grave altercation entre nationalistes basques d’une part, et dynastiques et socialistes d’autre part. Plus tard, une manifestation nationaliste basque parcourt ensuite les rues de Bilbao et le siège du journal mauriste El Pueblo Vasco est assiégé. En réponse, Romanones destitue le maire nationaliste de Bilbao Mario Arana.
À partir de 1920, la CNV connait un recul sur le plan électoral, après l’union des deux partis dynastiques dans un front antinationaliste nommé Liga de Acción Monárquica, fondée en janvier 1919, qui remporte les élections générales de 1920 et celles de 1923. La représentation parlementaire de la CNV se trouve réduite à un seul député pour Pampelune, redevable à son alliance avec les carlistes. De plus, les nationalistes perdent la majorité à la députation provinciale de Biscaye en 1919 et la mairie de Bilbao en 1920. Cet échec provoque une scission d’un groupe important de militants radicaux menés par Elías Gallastegui et dont l’organe de presse est la revue Aberri. Ces derniers se montrent opposés à la voie de l’autonomie, défendent l’indépendance et un retour à la doctrine pure de Sabino Arana et fondent dans ce but un nouveau PNV. En aout 1923, ils formeront avec Acció Catalana et des groupes galiciens l’alliance nationaliste radicale Galeusca.

#### Conflits sociaux et impact de la révolution d’Octobre

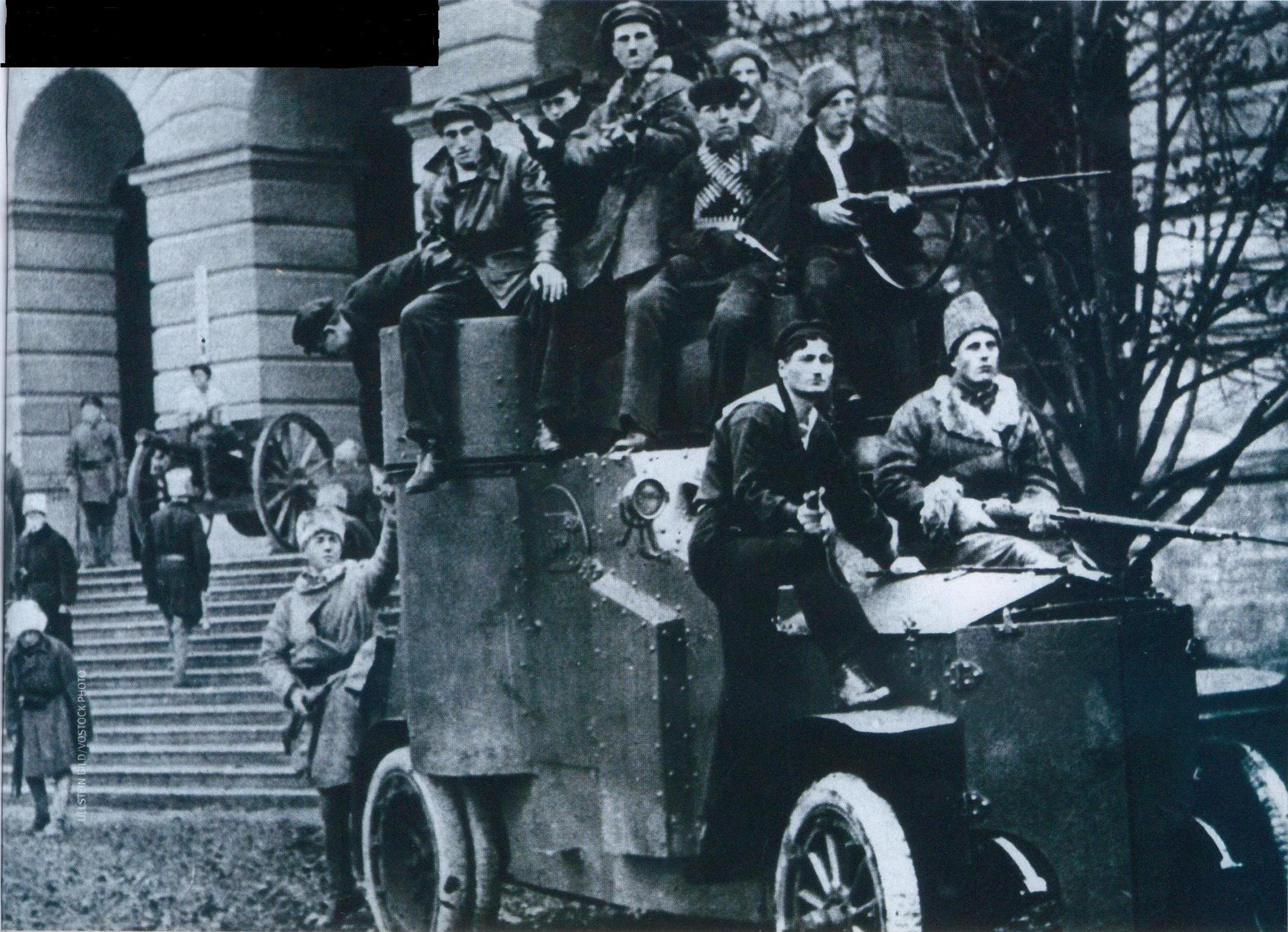
Gardes rouges devant l’Institut Smolny de Pétrograd, centre de la révolution d’Octobre de 1917 en Russie, que a d’énormes répercussions sur le mouvement ouvrier dans le monde.

À la « question régionale » s’ajoute l’explosion d’une grave crise sociale en Catalogne et dans les campagnes andalouses : « Une authentique "guerre sociale", avec des attentats anarchistes et des tueurs à gages à la solde des patrons, fut déclarée en Catalogne et trois ans de mobilisations des travailleurs agricoles à qui étaient parvenus les échos de la révolution russe en Russie ».
Les milieux conservateurs « ont craint — ou ont feint de craindre — que l’Espagne était menacée par une révolution sociale, et les échos des événements de Russie renforcent cette conviction au point que certains ont parlé d’une période bolchevique pour caractériser les années qui vont de 1917 à 1923 ».
En Espagne, le triomphe de la révolution d’Octobre en Russie a d’importantes répercussions sur le mouvement ouvrier. Pararoxalement, au début ce sont les anarchistes qui se montrent les plus enthousiastes face au mouvement bolchévique, tandis que les socialistes demeurent plus indifférents. La fondation de la Troisième Internationale en 1919 ouvre un débat sur leur possible intégration dans les rangs de la CNT, du PSOE et de l’UGT. La CNT adhère dans un premier temps puis l’abandonne à la suite de la visite en Russie soviétique faite par en 1920 d’une délégation menée par Ángel Pestaña, car ses principes sont opposés à ceux de l’anarchosyndicalisme. La même année, la visite de deux délégués socialistes Daniel Anguiano et Fernando de los Ríos aboutit à une scission au sein du PSOE, les partisans du bolchévisme fondant en 1921 le Parti communiste d'Espagne, petite formation sous les ordres directs de Moscou, qui n’aura qu’un impact politique très limité mais jouera un rôle significatif dans la guerre civile (1936 – 1939),.
Toutefois, bien que les deux grandes organisations ouvrières espagnoles n’intègrent pas l'Internationale communiste, la révolution d’Octobre joue pendant des années le rôle d’un « mythe mobilisateur » au sein du mouvement ouvrier, influençant considérablement ses dirigeants et fascinant les masses populaires que ceux-ci prétendent encadrer.
Au cours du premier conflit mondial, le mouvement ouvrier, tant anarchiste que socialiste, connait un essor considérable et les syndicats deviennent de véritables organisations de masses. En 1919, la CNT célèbre son deuxième congrès, au cours duquel elle revendique plus de 500 000 membres — contre seulement 26 000 lors de son premier congrès tenu en 1911 — ; on estime qu’à Barcelone environ un ouvrier sur deux est membre de l’organisation. En mai 1920, l’UGT déclare compter plus de 200 000 adhérents, parmi lesquels plus de 30 % des ouvriers madrilènes,.

##### 1918-1920: années «bolchéviques» en Andalousie
En Andalousie, et particulièrement dans la province de Cordoue, les grèves constantes et les révoltes des ouvriers agricoles pour motifs économiques, durement réprimées par les patrons et les autorités, débouchent sur une situation très critique pour l’agriculture. Avec les affiliations massives aux syndicats CNT et UGT au cours de la guerre de 1914-1918, la forme des revendications évolue, passant de la simple « révolte pour la révolte » à la dénonciation d’un système de propriété terrienne anachronique et injuste, et l’exigence de changements profonds dans les méthodes d’exploitation et de production. Entre 1918 et 1918, les mobilisations s’intensifient à tel point que l’on parle parfois de « trienio bolchevique », les « trois années bolchéviques ».
« Les sociétés ouvrières réclamaient l’augmentation des salaires journaliers et l’embauche des chômeurs d’une localité avant de recourir à la main d’œuvre extérieure. La mobilisation fut encouragée par le biais de meetings, de revues et de brochures, comme celui intitulé La révolution russe : la terre pour ceux qui la travaillent, et pendant les grèves les ouvriers occupaient les propriétés, s’en trouvant expulsés violemment par la Garde civile et par l'Armée. Il y eut également des sabotages et des attentats ». La situation dans la région est encore aggravée par la grève qui paralyse en 1920 le bassin minier de Riotinto-Nerva, dans la province de Huelva, l’une des plus importantes de l’après-guerre. L’agitation paysanne andalouse décroit en 1920, cédant à la répression, et disparait pratiquement en 1922.

##### Affrontements sociaux en Catalogne
Lors du congrés régional de Sants de 1918, la CNT passe d’une structure par métier à une organisation par branches — syndicats d’industrie locale ou régionale, sans en arriver à former des fédérations nationales, comme c’est alors la tendance dans le syndicalisme européen —, une formule adaptée à la position hégémonique du syndicat en Catalogne, lui permettant de prendre des décisions rapides dans des assemblées avec des votes à main levée, appréciés des anarchistes.
Le conflit social démarre en février 1919 avec la grève de la Canadiense — nom sous lequel est alors connue l’entreprise Barcelona Traction, Light and Power, fournissant l’électricité à la ville de Barcelone — ; la ville se retrouve alors sans électricité, sans eau et sans tramway. Le gouvernement de Romanones choisit la voie des négociations, par l’intermédiaire du nouveau gouverneur civil Carlos Blas, et les accompagne de l’approbation de la journée de 8 heures — revendication historique du mouvement ouvrier que l’Espagne devient l’un des premiers pays européens à instaurer — et l’introduction d’un système de retraite obligatoire pour les ouvriers, financé par les cotisations des entreprises et géré par l’État via l’Instituto Nacional de Previsión,,. Néanmoins, le gouvernement cède aux pressions du patronat, qui exige une grande fermeté pour réprimer le mouvement et trouve des alliés précieux dans les figures du capitaine général de Catalogne Jaime Milans del Bosch et du roi Alphonse XIII. Les grévistes sont massivement emprisonnés et l'armée participe au retour de l’ordre dans les entreprises. Un accord est finalement conclu entre l’entreprise et ses employés grâce au travail du dirigeant modéré de la CNT Salvador Seguí. La situation revient finalement à la normale à Barcelone, mais la question du sort des grévistes emprisonnés demeure, ceux-ci se trouvant soumis à la juridiction militaire. Le capitaine Milans del Bosch ne cède pas et la CNT décide de mettre en œuvre sa menace de déclarer une grève générale. En appui à l'autorité militaire, les patrons répondent par un lock-out, condamnant les ouvriers à l'indigence. Le gouvernement prétend destituer Milans del Bosch après qu’il a déclaré l’état de guerre, mais rencontre l'opposition du roi, en conséquence de quoi Romanones présente sa démission. Il est remplacé par le conservateur Antonio Maura, qui appuie la politique de Milans del Bosch : la CNT est dissoute et ses dirigeants incarcérés, et la milice du somatén participe au maintien de l'ordre public à Barcelone.
Le 30 mai 1919, dans ce contexte de répression et de politique d’ordre public, le monarque Alphonse XIII prononce un discours dans lequel il met en avant le lien entre la monarchie et le catholicisme, à l'occasion de l'inauguration du monument au Sacré-Cœur de Jésus de la Colline des Anges ; l’acte est durement critiqué par la presse républicaine et libérale.
Les deux camps du conflit ouvrier en Catalogne en viennent à faire usage de la violence et il dégénère en une vague de pistolérisme, véritable « guerre sociale », « reflet de la méfiance des syndicats et du patronat envers les institutions de l’État » ; à la violence patronale, justifiée en partie par le gouvernement de Maura, les ouvriers répondent par des attentats terroristes perpétrés par des groupes anarchistes et Barcelone devient la scène d'affrontements armés. Le patronat, dirigé par l’ancien policier Manuel Bravo Portillo embauché par la Fédération patronale, forme une bande bien organisée constituée de nombreux délinquants et syndicalistes corrompus, qui réalise les premiers assassinats de militants et dirigeants de la CNT.
Dans les rangs anarchistes sont formés les dénommés groupes d’action, dont les membres oscillent « entre tueurs à gage et révolutionnaires anarchistes, responsables d’un nombre croissant d’attentats contre des entrepreneurs, des contremaitres, des policiers […] et des ouvriers dissidents » et dont Buenaventura Durruti, jeune agitateur clandestin, est une figure emblématique.

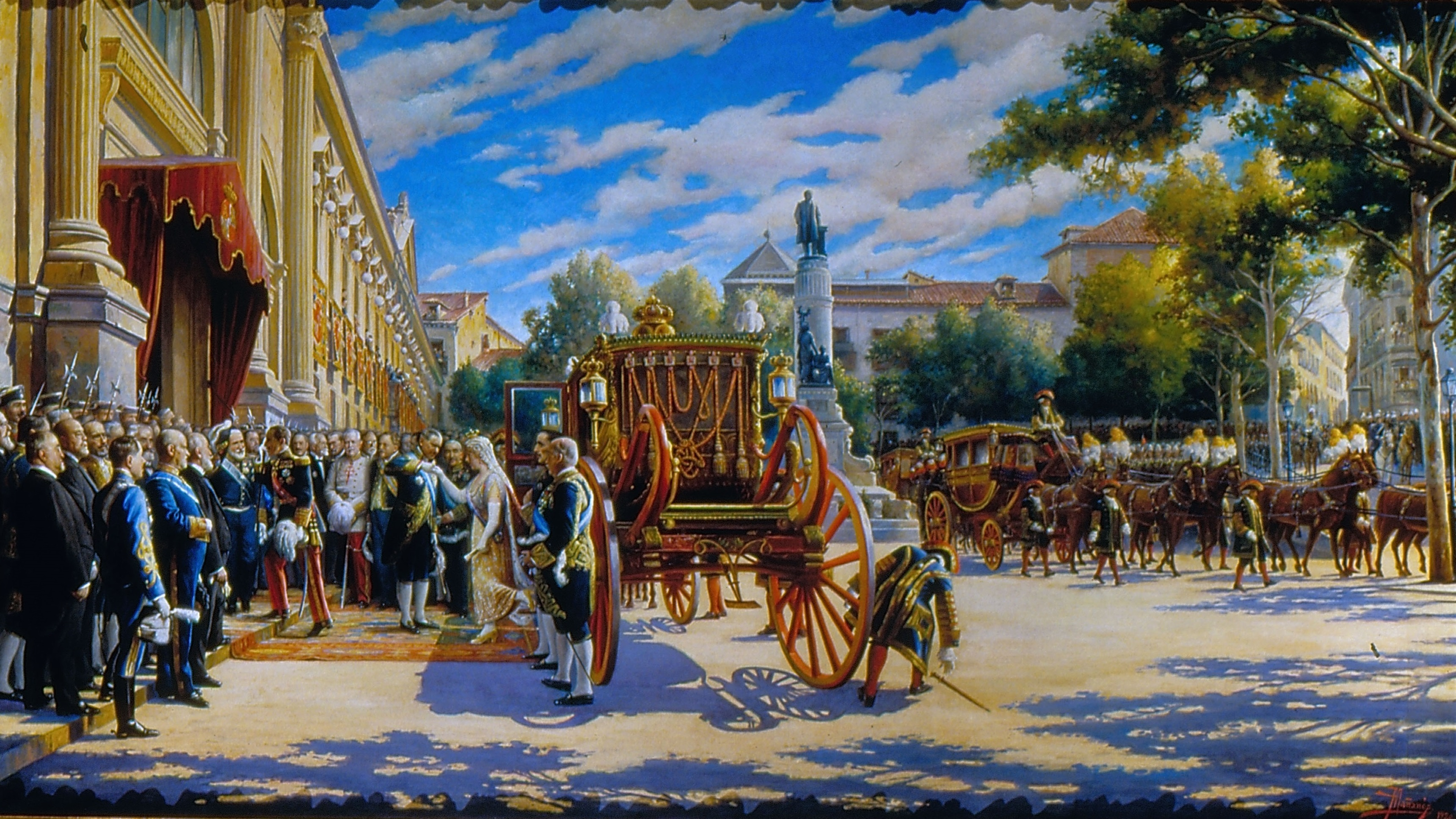
Réouverture du Parlement en 1919, où l’on voit le couple royal accueilli à l’entrée du palais du Sénat par le chef du gouvernement Antonio Maura (tableau d’Asterio Mañanós Martínez).

À la suite de sa nomination, Maura obtient du roi la dissolution du Congrès, mais les élections de juin 1919 ne donnent pas de majorité absolue à ses partisans, les autres factions conservatrices refusant de le reconnaitre comme chef du parti en dépit des pressions du monarque pour qu’ils le fassent « en défense de la monarchie et de l’ordre ». Maura se voit ainsi contraint à abandonner la tête du gouvernement ; il est remplacé par un autre conservateur, Joaquín Sánchez de Toca, qui tente de renouer les négociations pour résoudre la crise en Catalogne et parvient à mettre fin au lock-out. Les tensions demeurent néanmoins vives, les attentats anarchistes se poursuivant et le patronat continuant à faire pression pour obtenir une dure répression dure ; le capitaine  général de Catalogne Milans del Bosch maintient une relation directe avec le Palais royal sans passer par le gouvernement.
En décembre 1919, au moment même où les thèses radicales s’imposent au congrès de la CNT, le gouvernement de Sánchez de Toca tombe, remplacé par un autre présidé par Manuel Allendesalazar Muñoz. Celui-ci abandonne la voie de la négociation et nomme des hommes durs à la tête du gouvernement civil de Barcelone et de la police, alors que la bande de Bravo Portillo, à présent dirigée par le baron de Koening, « un aventurier et escroc allemand », sème la terreur dans les milieux ouvriers. La question du terrorisme du patronat est portée au Parlement par le député républicain Francisco Layret, ce qui mène le gouvernement à relever de ses fonctions Milans del Bosch, la principale incarnation de la voie répressive pour résoudre le conflit, qui avait reçu l'appui inconditonnel des patrons catalans — cette occasion représente avant tout une promotion pour lui, car il devient alors chef de la Maison militaire du roi, poste qu’il occupe jusqu’en 1924 —. Cela n’empêche pas le gouvernement Allendesalazar de chuter à son tour dès le mois de mai 1920, remplacé par un autre dirigé par un autre conservateur, Eduardo Dato. De nouvelles élections sont convoquées à sa demande et ont lieu en décembre 1920, soit seulement un an et demi après les précédentes.
Dato tente d’abandonner dans un premier la politique répressive : la bande de Koening est dissoute, de nombreux prisonniers sont remis en liberté et le ministère du Travail est créé pour s’occuper de la question sociale. De plus, il organise une visite du roi à Barcelone et étudie la possibilité d'étendre les compétences de la Mancommunauté de Catalogne. Néanmoins, ces mesures ne mettent pas un terme à la violence et la répression gouvernementale reprend, notamment après l’assassinat à Valence de Francisco Maestre, comte de Salvatierra, ancien gouverneur civil de Barcelone aux temps du gouvernement de Sánchez de Toca. Dato nomme alors le général Severiano Martínez Anido à la tête du gouvernement civil de Barcelone, mettant un terme à la tentative d’atteindre la paix sociale par la négociation.
Si d’une part la répression antisyndicat menée par le nouveau gouverneur et l’application de la dénommée « loi des fuites » aux prisonniers affectent durement la CNT, ils stimulent d’autre part l'activisme et les actes de violence individuelle.
En 1919, des militants carlistes fondent les Sindicatos Libres — syndicats dits « libres », par opposition aux syndicats uniques —, qui connaissent une croissance rapide — en 1922 ils affirment avoir 122 000 adhérents —, deviennent concurrents de la CNT et constituent un autre obstacle à la mobilisation anarchiste, les patrons préférant embaucher leurs affiliés — ouvriers catholiques, apolitiques ou désabusés de l’anarchisme —. La tension avec la CNT est exacerbée : les attentats, fusillades et actes violence de rue s’enchainent entre 1920 et 1922. Le 30 novembre 1920, l'assassinat de Francisco Layret, député républicain et avocat des membres de la CNT, aux mains de membres de ces syndicats, alors qu’il se rend à la mairie de Mahon pour gérer les remises en liberté de membres de la CNT déportés à Majorque a un grand retentissement en défaveur du gouvernement.

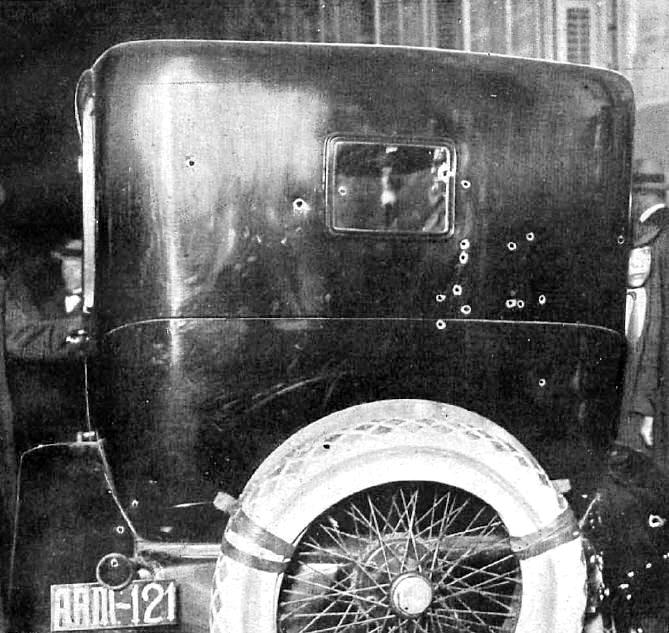
Partie arrière de la voiture dans laquelle se trouve le président du gouvernement Eduardo Dato lors de son assassinat le 8 mars 1921 (les impacts de balles sont bien visibles).

Le 8 mars 1921, le premier ministre Eduardo Dato est assassiné par balle par trois anarchistes qui tirent depuis un side-car alors qu’il se rend en automobile du Sénat à son domicile. Un de ses meurtriers, Pedro Matheu, déclare « Je n’ai pas tiré contre Dato, que je ne connaissais même pas, mais contre le président qui a autorisé la plus cruelle et sanguinaire des lois : la ley de fugas ». L’assassinat de Dato accroit la répression sur la CNT et les actions armées des membres des Sindicatos Libres. En 1923 d’autres meurtres importants ont lieu : le 10 mars, celui de Salvador Seguí, dirigeant de la CNT qui s’était montré défenseur de la voie syndicale et n'avait pas appuyé la violence, ainsi que l’archevêque Juan Soldevila le 4 juin.
Selon l’historien Eduardo González Calleja, le nombre d’attentats s’élève à 87 en 1919, 292 en 1920, 311 en 1921, 61 en 1922 et 117 en 1923 ; le nombre de victimes mortelles est de 201 syndicalistes et anarchistes — en incluant leurs avocats —, 123 patrons, gérants et contremaitres, 83 agents des autorités et 116 membres des syndicats libres.

### 1921-1923: le «désastre d’Anoual» et ses conséquences

#### Mai 1921: discours polémique du roi au casino du Cercle de l’Amitié de Cordoue

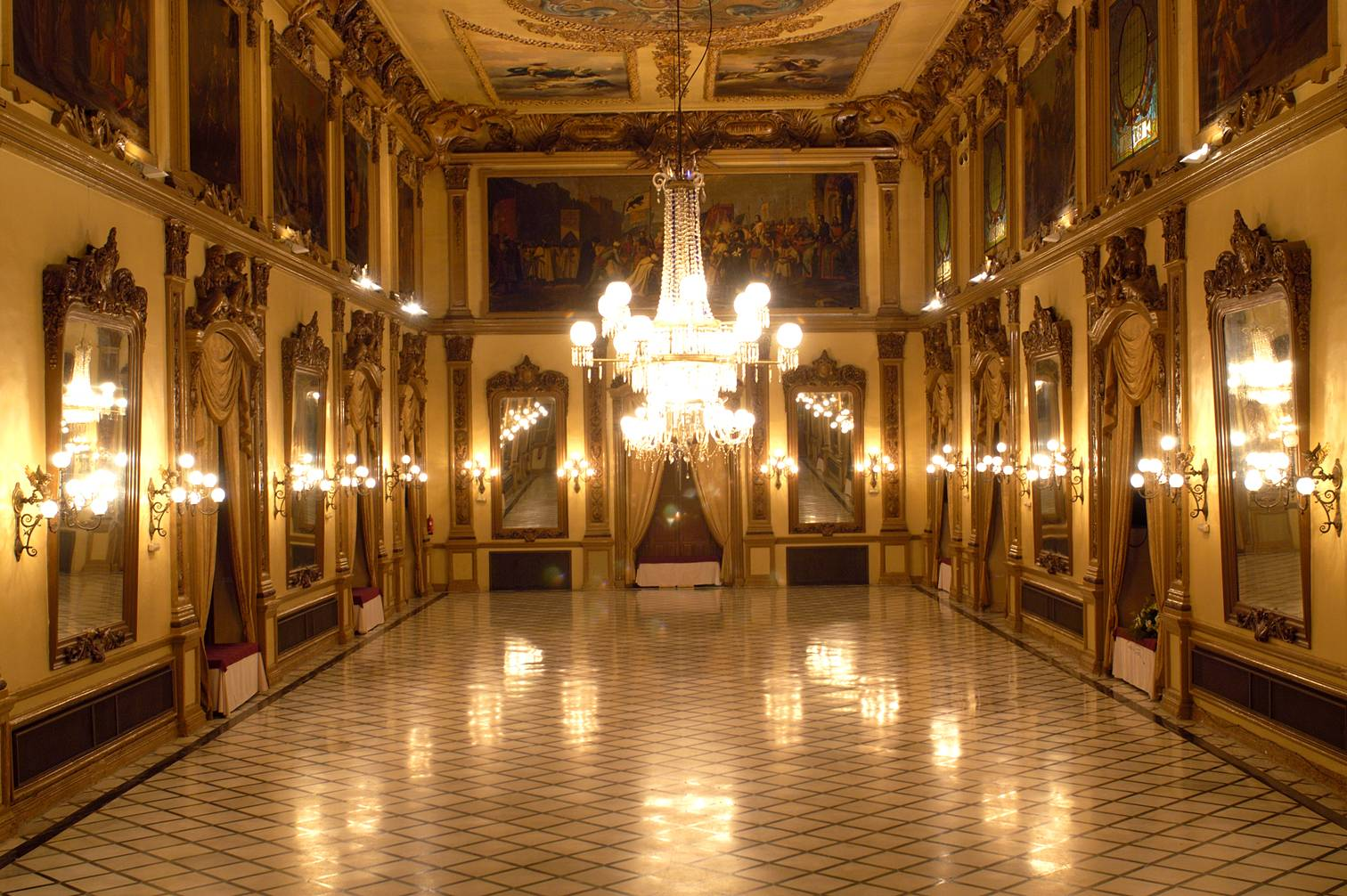
Salón Liceo del Casino de la Amistad de Córdoba.

Après l’assassinat d’Eduardo Dato en mars 1921 un nouveau gouvernement conservateur est formé, présidé par Manuel Allendesalazar. Il doit faire face à une polémique provoquée par un discours prononcé par Alphonse XIII au casino du Cercle de l'Amitié de Cordoue le 23 mai 1921 devant les grands propriétaires de la province et les autorités cordouannes, dans lequel il se montre très critique envers les parlementaires, se dit frustré « de ne pouvoir faire chose que signer des projets qui iront au Parlement » et demande aux provinces de le soutenir afin que ceux-ci défendent enfin des « projets profitables » pour l’Espagne.
Juan de la Cierva y Peñafiel, ministre qui accompagne le roi tente d’occulter sa teneur en livrant à la presse une version édulcorée du discours, mais assez vite des versions différentes circulent et son véritable contenu finit par être révélé. Le problème est évoqué au Congrès des députés 4 jours plus tard. Le socialiste Julián Besteiro affirme que le roi a fait preuve de « mépris » envers le Parlement. De la Cierva l’interrompt en disant que c’est « inexact », à quoi le socialiste Indalecio Prieto répond en criant : « Ceci est exact ! Le Parlement a plus de dignité que le roi ! ». Le président du Congrès interrompt immédiatement le débat. Dans une intervention publique ultérieure très applaudie, le conservateur Antonio Maura défend ardemment le roi, suivi par la presse de droite, comme le journal catholique El Debate, qui dit que ses paroles ont dû être « applaudies avec ferveur » par des « personnes déliées de la politique ».
Quelques semaines plus tard toutefois, le gouvernement Allendesalazar doit affronter une situation plus grave à la suite de la crise provoquée par la défaite espagnole dans la bataille d’Anoual.

#### Juillet 1921: le «désastre d’Anoual»

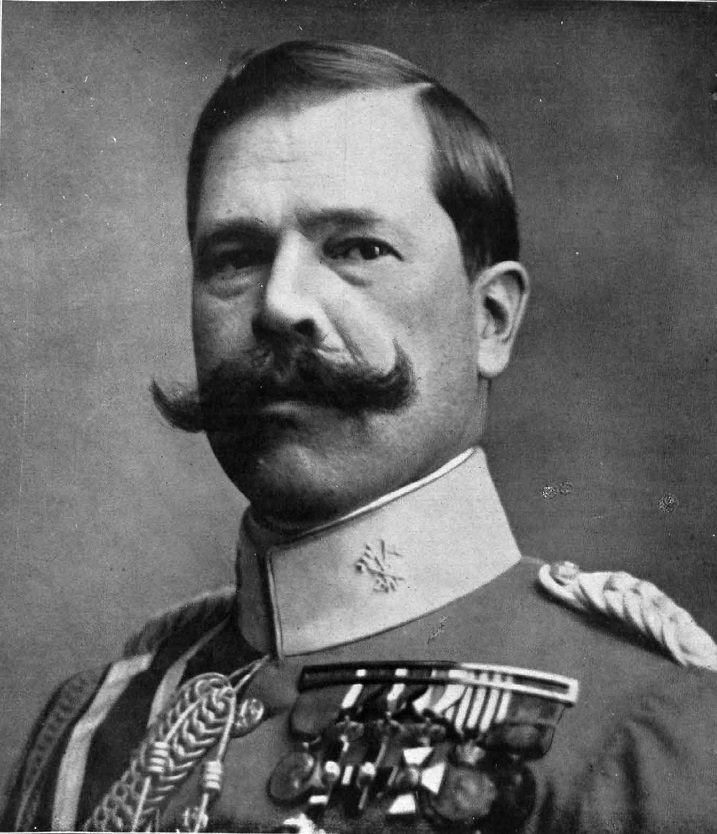
Manuel Fernández Silvestre, général des troupes espagnoles dans la bataille d’Anoual.

Après la parenthèse de la Grande Guerre, les gouvernements tentent de renforcer la domination espagnole sur le Protectorat du Maroc. Cette tâche est confiée au général Berenguer, nommé haut commissaire espagnol au Maroc en 1919. Le général Manuel Fernández Silvestre, nommé commandant général de Melilla en 1920, poste qui jouit d’une certaine autonomie vis-à-vis du haut commissaire car il traite directement avec le ministre de la Guerre, est chargé de la progression dans la zone orientale. Il lance l’avancée depuis Melilla vers l’ouest via le système traditionnels de « blocaos » — fortins militaires en bois — sans rencontrer de résistance, et atteint Anoual en janvier 1921. Berenguer et Fernández Silvestre se réunissent en mars 1921 au Peñón de Alhucemas et décident d’interrompre l’avancée. Les troupes de Melilla se trouvent ainsi dispersées sur un territoire étendu, faisant face à des problèmes d’approvisionnement de vivres et d’équipements, et exposées à d’éventuelles attaques, Anoual étant le poste le plus avancé,.
Après une période de permission passée à Madrid, au cours de laquelle il reçoit de nombreuses démonstrations d’appui populaire, du gouvernement et du roi, Fernández Silvestre tente de poursuivre la progression de ses troupes en mai 1921, mais doit faire face à la résistance des tribus rifaines dirigées par Abdelkrim el-Khattabi, de la kabila (territoire de tribu berbère) des Aït Ouriaghel, située plus à l’ouest. Il accumule des pertes de centaines d’hommes lors de la prise de Dehar Ouberrane puis d’une attaque des troupes rebelles survenue peu après sur la position de Sidi Driss. Le général s’entretient avec Berenguer à bord du bateau Princesa de Asturias dans la baie d’Al Hoceïma et demande des renforts, que ce dernier lui refuse. Le ministre de la Guerre Luis de Marichalar y Monreal, se rappelant la Semaine tragique de 1909, où les mobilisations de réservistes avaient entrainé de graves émeutes à Barcelone, n’accède pas non plus à sa demande. Malgré tout, le général ne renonce pas à son avancée et ordonne de reconquérir la zone d’Anoual le 19 juillet en lançant une attaque depuis la position de Ighriben. Il arrive en personne depuis Melilla deux jours plus tard à la tête d’une armée de 4 500 hommes mais doit ordonner un retrait de ses troupes d’Anoual jusqu’à Ben Taïeb, au sud-est, face à l’offensive menée par les Rifains. Le haut commissaire promet d’envoyer des renforts, mais ceux-ci n’arrivent pas à temps.

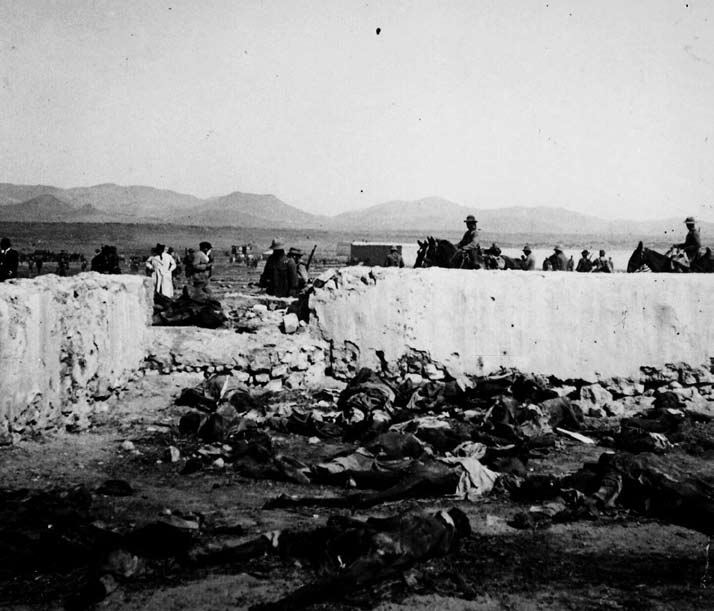
Cadavres jonchant le sol trouvés plusieurs mois après la bataille d’Anoual.

Les troupes espagnoles, face à une offensive inattendue des Rifains, sont mises en déroute et tentent de se réfugier à Melilla. En quelques jours, tout le territoire laborieusement conquis depuis des années est perdu. Près de 10 000 soldats perdent la vie — y compris le général Silvestre lui-même, dans des circonstances non établies ; son cadavre n’a jamais été retrouvé —. Après la prise par les Rifains de Nador et Selouane, près de Melilla, le général Navarro et 600 hommes sont encerclés et contraints de se rendre le 9 aout. Selon l’historienne Ángeles Barrio, les troupes d’Abd-el-Krim se trouveraient en mesure de prendre sans grande peine Melilla même, mais sont retenues à Anoual par le butin de guerre.
La défaite de la bataille d’Anoual — le « désastre d’Anoual » dans l’historiographie espagnole — provoque une commotion dans l’opinion publique. Au Parlement et dans la presse, on réclame d'en établir les responsabilités. Le roi Alphonse XIII lui-même est accusé d’avoir encouragé Fernández Silvestre dans son entreprise aventureuse, bien qu’aucun élément concret ne corrobore cette hypothèse. Parmi ceux qui portent les accusations les plus dures contre le monarque, on compte notamment l'intellectuel Miguel de Unamuno et le député socialiste Indalecio Prieto, lors d’une de ses interventions ultérieures.

#### Aout 1921-mars 1922: gouvernement de concentration de Maura
Pour faire face aux graves conséquences politiques de la débâcle militaire d’Anoual, le roi fait appel au vieux leader conservateur Antonio Maura, qui forme un gouvernement — le cinquième et dernier qu’il dirigera — ; constitué le 3 aout 1921, il s’agit d’un nouveau « gouvernement de concentration » — comme celui de 1918 —, qui regroupe encore conservateurs, libéraux et le catalaniste Cambó.
L’une de ses premières mesures est d’ouvrir une enquête sur les responsabilités militaires de la défaite d’Anoual, menée par le général Juan Picasso, et de mettre en marche une opération militaire pour récupérer le territoire perdu au Maroc. Le gouvernement s’occupe également des Juntes de défense : en janvier 1922, le ministre de la Guerre Juan de la Cierva les transforme en simples « commissions informatives » intégrées à son ministère, bien qu’il doive se montrer très insistant pour obtenir la signature du décret par le roi réticent, Cierva allant jusqu'à menacer de démissionner.
Toutefois, le gouvernement Maura, acculé par la question des responsabilités du désastre, ne dure que 8 mois et est remplacé en mars 1922 par un gouvernement, encore conservateur, présidé par José Sánchez Guerra.

#### Mars-décembre 1922: gouvernement conservateur de Sánchez Guerra

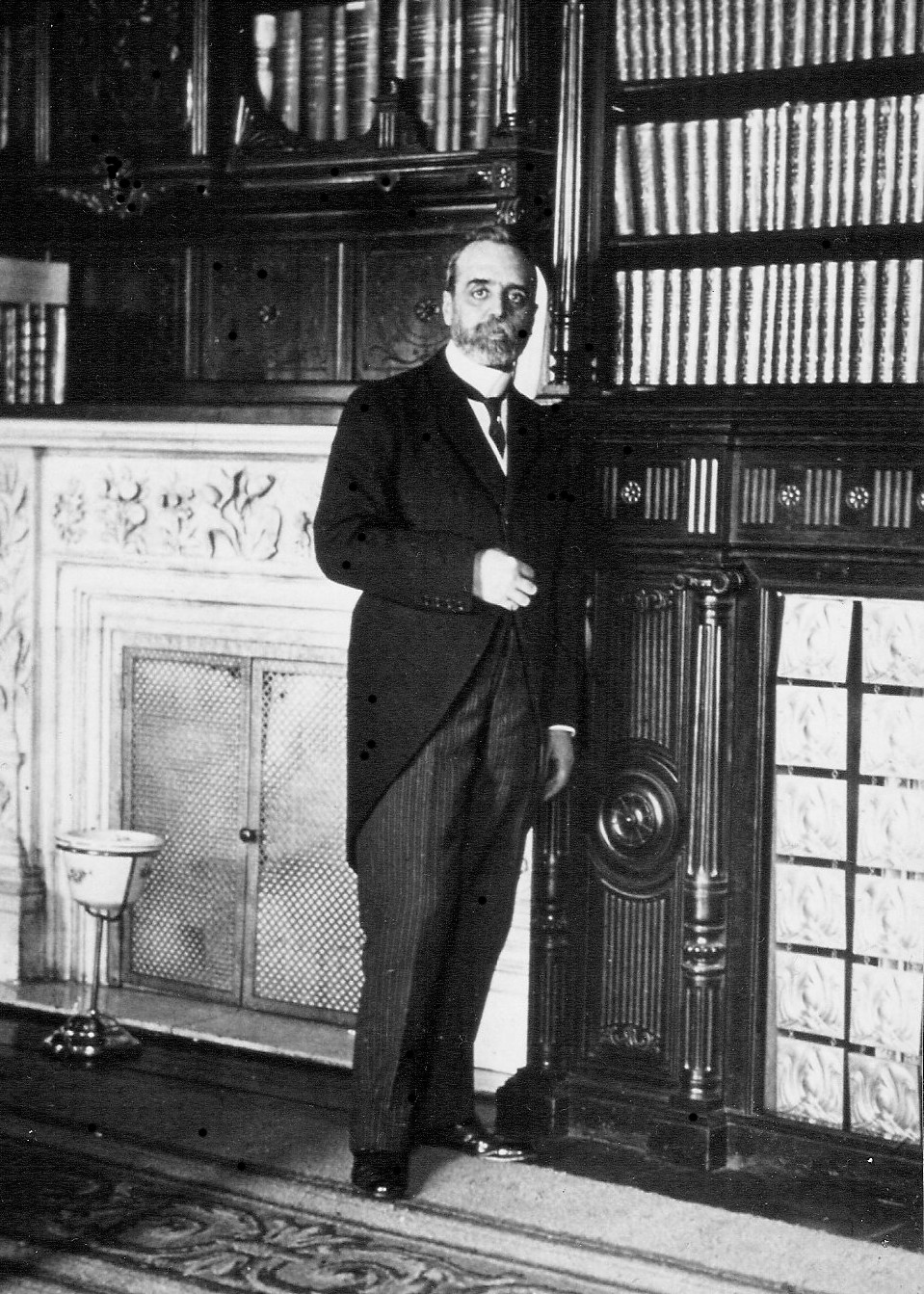
José Sánchez Guerra vers 1920.

Le gouvernement de Sánchez Guerra tente de faire face aux prétentions interventionnistes des militaires, et tente de soumettre les Juntes de défense, alors dénommées « commissions informatives », au pouvoir civil, en comptant pour cela sur la collaboration du roi. En juin 1922, dans une réunion avec les militaires de la garnison de Barcelone, Alphonse XIII se montre très critique envers les Juntes, il déplore leur tendance à l’indiscipline et leur immixtion en politique, et passe alors du statut d’allié à celui d’adversaire au sein de celles-ci ; en échange il reçoit des marques de soutien de la part des militaires dits « africanistes », c’est-à-dire affectés au Protectorat du Maroc.
Au Parlement, le gouvernement manifeste son soutien aux paroles du monarque. À la suite de la demande de dissolution des Juntes formulée par le député indépendant Augusto Barcia, le premier ministre répond qu’il a toujours pensé que les Juntes étaient illégitimes, qu’il n’avait jamais approuvé leurs actes et assure que le gouvernement agirait si elles agissaient en marge de la loi. Les députés réformistes, républicains et socialistes critiquent l’intervention du roi, considérant qu’elle sort de ses prérogatives constitutionnelles, rappellent le soutien qu’il avait donné au Juntes par le passé et reprochent au gouvernement de se réfugier derrière le roi pour exprimer son avis sur la question.
Finalement, le Parlement adopte en novembre 1922 une loi qui prononce la dissolution des Juntes et établit les normes strictes que les militaires doivent suivre pour obtenir des mérites de guerre, satisfaisant ainsi l'une des revendications de celles-ci. Il obtient de cette manière un rétablissement de l’unité entre officiers africanistes et junteros de l’Armée espagnole.
Sánchez Guerra ordonne la destitution du général Martínez Anido, figure qui avait incarné la dure répression des troubles sociaux, de son poste de gouverneur civil de Barcelone, une mesure susceptible d’être mal reçue par les militaires,.
Le général Picasso présente un rapport accablant sur les circonstances de la défaite d’Anoual : il y dénonce la fraude et la corruption qui avaient régné dans l’administration du protectorat, ainsi que le manque de préparation et l’improvisation des commandements dans la conduite des opérations militaires, sans épargner les gouvernements qui n'avaient pas fourni à l’armée de moyens matériels suffisants. Sur la base de ce rapport, le Conseil suprême de Guerre et Marine ordonne des procédures à l’encontre de onze lieutenants, huit capitaines, sept commandants, trois lieutenants-colonels et sept colonels, ainsi que le haut commissaire, le général Berenguer, le général Fernández Silvestre — dont le corps n’a pas été retrouvé, et ne le sera jamais — et le général Navarro, prisonnier d’Abd-el-Krim.

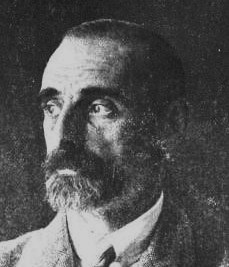
Francesc Cambó, à qui le roi propose de devenir chef de gouvernement le 30 novembre 1922 (photo de 1921).

Le gouvernement accepte que le Congrès des députés aborde la question des responsabilités. Au cours du débat, des libéraux, des républicains et des socialistes exigent également des responsabilités politiques. L’intervention la plus dure est de nouveau à l’initiative du socialiste Indalecio Prieto qui accuse l’ancien ministre de la Guerre Luis de Marichalar y Monreal et, surtout, le roi d’être les principaux responsables du désastre — Il conclut l'une de ses interventions au Congrès en présentant le roi comme responsable de la mort de 8 000 hommes (« Aquellos campos de dominio son hoy campos de muerte: ocho mil cadáveres parece que se agrupan en torno de las gradas del trono en demanda de justicia. »), causant un grand scandale dans l’hémicycle, propos pour lesquels il est traduit en justice —. Dans une autre de ses interventions, Prieto reproche aux anciens gouvernements d’être responsables de « leur adulation, leur manque de constitutionnalisme et de ne pas avoir su encadrer tout le monde, y compris le roi, à l’intérieur de leurs devoirs constitutionnels ».
Le débat sur les responsabilités met en évidence une division au sein même des conservateurs. À ce moment, le roi envisage de nommer Francesc Cambó — « l'un des rares hommes politiques dont le prestige n’avait pas été terni », « homme fort de la droite qui […] avait l'appui d'un mouvement politique réellement moderne » et l’un des rares en qui il a encore confiance, car Maura est alors âgé et diminué — président du gouvernement à condition qu’il abandonne le catalanisme, offre que ce dernier rejette indigné au cours d’un entretien entre les deux hommes tenu le 30 novembre 1922.
Lorsque surgit une crise gouvernementale en décembre 1922, le roi offre la présidence du gouvernement à Manuel García Prieto ; ce dernier forme un nouveau « gouvernement de concentration libéral », qui sera le dernier gouvernement constitutionnel d’Alphonse XIII.

#### Décembre 1922-septembre 1923: dernier gouvernement constitutionnel de la Restauration

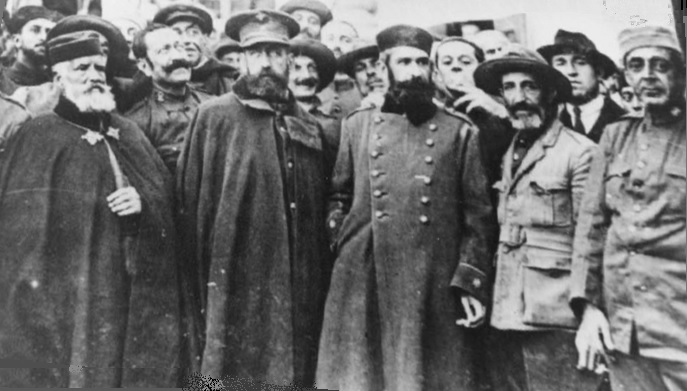
Chefs et officiers espagnols après leur libération à la suite des négociations entre le gouvernement de García Prieto et Abd el-Krim, qualifiées d’« indignes » par un secteur de l’Armée espagnole.

Le nouveau gouvernement présidé par García Prieto annonce son intention d’avancer dans l'établissement des responsabilités du désastre d’Anoual ; en juillet 1923, le Sénat autorise une procédure contre le général Berenguer, qui jouit alors d’une immunité parlementaire en tant que membre de la chambre. Il tente également de réaffirmer la supériorité du pouvoir civil sur le militaire dans les deux questions qui restaient à régler, la Catalogne et le Maroc. Il envisage également un très ambitieux projet de réforme du régime politique qui suppose la mise en place d’une authentique Monarchie parlementaire, bien que les élections convoquées au débat de 1923 soient de nouveau entachées d’une fraude généralisée et des procédés caciquistes pour assurer la majorité politique. Les partis non dynastiques obtiennent néanmoins quelques avancées, surtout le PSOE, qui triomphe à Madrid où il remporte 7 sièges.
Aucun de ces projets ne peut finalement être mené à terme car le 13 septembre 1923 le général Miguel Primo de Rivera, capitaine général de Catalogne, dirige un coup d’État qui met fin au régime libéral de la Restauration et ne rencontre pas l’opposition du roi.

## Dictature et la chute du régime
Pouvant compter sur l'appui de l'Armée et de la bourgeoisie, la dictature de Primo de Rivera est contestée par les syndicats ouvriers et les républicains, dont les protestations sont immédiatement étouffées par la censure et la répression. Primo de Rivera crée le Directoire militaire, composé de neuf généraux et d'un amiral, avec l'objectif annoncé de « mettre l'Espagne en ordre » (poner España en orden), selon ses dires, avec officiellement la perspective de la rendre ensuite aux mains des civils. La constitution est suspendue, les conseils municipaux dissous, les partis politiques interdits et on rétablit les somatén, sorte de milices urbaines.
La campagne militaire au Maroc est un succès pour l'Armée dans la Guerre du Rif, avec le Débarquement à Alhucemas et la reddition d'Abd el-Krim en 1926. Le syndicalisme de la CNT et le nouveau Parti communiste espagnol sont réprimés ; la dictature tolère le PSOE et l'UGT, réticents, pour maintenir le contact avec certains leaders ouvriers. La bourgeoisie catalane donne initialement son appui à la dictature. La législation sociale limite les possibilités de travail des femmes, entrreprend la construction de logements ouvriers et institue un nouveau modèle de formation professionnelle. Une politique d'investissements publics importants est mise en place dans les infrastructures de communications (routes et chemins de fer), mais aussi dans les domaines de l'irrigation et de l'énergie hydraulique.
Ces premiers succès confèrent une certaine popularité au nouveau pouvoir. L'Union patriotique (parti unique) est créée, dans le but de regrouper toutes les sensibilités politiques derrière le régime, ainsi que l'Organisation corporative nationale, syndicat vertical qui suit le modèle fasciste italien. Le Directoire militaire est remplacé par le Directoire civil en 1925.
Les premiers appuis s'éloigent toutefois rapidement. La bourgeoisie catalane voit ses désirs de décentralisation réduits à néant par une politique encore plus centraliste et qui favorise finalement les oligopoles. Les conditions de travail empirent et la répression subie par les ouvriers éloigne l'UGT et le PSOE du projet du dictateur. L'économie du pays se révèle incapable d'assumer la crise mondiale de 1929. Miguel Primo de Rivera démissionne et s'exile en janvier 1930.
La monarchie, complice de la dictature, est alors remise en question par toute l'opposition qui se rassemble en août 1930 dans l'accord de Saint-Sébastien. Les gouvernements de Dámaso Berenguer, dont le régime est qualifié de dictablanda (« dictamolle », jeu de mots sur l'espagnol dictadura [« dictature »], et dura [« dure »]) et de Juan Bautista Aznar-Cabañas ne feront rien d'autre que prolonger son agonie. Après les élections municipales de 1931, les grandes villes tombent dans le camp républicain, la Seconde République est proclamée et le roi quitte le pays, mettant ainsi fin à la restauration bourbonienne.